# О понятии истории
«О понятии истории», или «Тезисы о философии истории» (1940), — неоконченная работа Вальтера Беньямина (1892—1940), состоящая из двух десятков фрагментов. «Тезисы» не предназначались для публикации, однако сегодня рассматриваются как одна из главных работ Беньямина.
«Тезисы» были написаны во Франции в начале 1940 года под впечатлением от советско-германского пакта о ненападении в условиях гитлеровской военной агрессии и ощущения неизбежности мировой катастрофы. Беньямин подверг яростной критике германский фашизм, социал-демократию и сталинский коммунизм; идеи прогресса и закономерного движения истории к конечной цели, присущие как «буржуазной» мысли, так и «историческому материализму»; позитивистские представления об объективном историческом познании («историзм»), преемственности культуры и однородности исторического времени.
Интерпретацию работы затрудняют образно-поэтический и фрагментарный стиль автора, множество цитат и интертекстуальных, часто скрытых отсылок. В риторике текста сочетаются мессианские мотивы избавления (иудаизм) и революционное разрушение (анархизм). «Тезисы» начинаются с описания шахматного автомата, в котором прячется карлик (теология), дергающий за шнуры куклу («исторический материализм»). Катастрофа прогресса представлена в центральном образе «Тезисов» — ангеле истории, интерпретации автором картины Пауля Клее «Angelus Novus». Ангел уносится ветром прогресса в будущее, с ужасом наблюдая бесконечно растущую гору руин истории.
В «Тезисах» эволюционная модель истории («гомогенное и пустое время») представляла традицию угнетателей и победителей и нашла конечное воплощение в фашизме. Ей автор противопоставил «слабую мессианскую силу» традиции угнетённых, выражающую требования прошлого о реализации счастья и избавления в настоящем, и Jetztzeit — модель мессианского времени, открытое и нелинейное время разрыва, основанное на присущих модерну (современности) формах коллективного опыта — мимолётной вспышке образа прошлого и избавительном вспоминании (Eingedenken).
Первые посмертные публикации на немецком и французском языках в 1940—1950-е годы прошли практически незамеченными, интерес к работе появился только в 1960-е годы. Большую роль в драматической судьбе текста, его публикации и последующем восприятии сыграли друзья и коллеги Беньямина — Теодор Адорно, Гершом Шолем и Ханна Арендт, последняя опубликовала английский перевод (1968). В 1960—1970-е годы дебаты вокруг «Тезисов» преимущественно затрагивали вопрос о теологии и марксизме, в попытке соединения которых Беньямин, согласно распространённой оценке, потерпел неудачу (Юрген Хабермас). В 1980—1990-е годы внимание к «Тезисам» возрастало, параллельно с публикациями тематически связанных рукописей автора; к работе обращались Жак Деррида, Славой Жижек, Джорджо Агамбен и другие. На рубеже XX—XXI веков на первый план вышло обсуждение мессианских идей Беньямина в дебатах о политической теологии.
Юрген Хабермас назвал «Тезисы» «одним из самых трогательных свидетельств еврейского духа». «Тезисы» оказали влияние на философию истории, критическую теорию и политическую философию в рамках континентальной мысли, став одной из наиболее цитируемых работ Беньямина. Согласно исследованию 2011 года, наиболее известное англоязычное издание «Тезисов» (1968) на протяжении 40 лет после публикации имело высокую цитируемость в различных областях социальных и гуманитарных наук, включая социологию, антропологию, литературоведение, литературную критику, историю, политологию, географию.

## Контекст

### Вальтер Беньямин в последние годы жизни

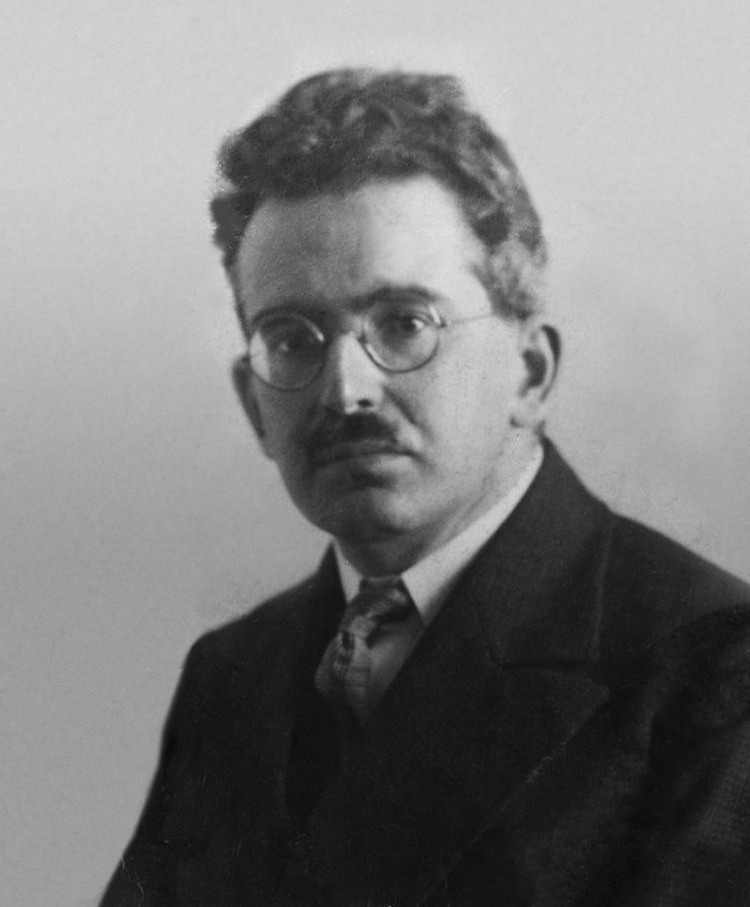
Вальтер Беньямин в 1928 году

В противоречивом творчестве Вальтера Беньямина сочетались элементы мессианизма иудейской традиции, марксизма, немецкого романтизма и кантианской традиции.
Беньямин жил в эмиграции с момента прихода нацистов к власти. В 1930-е годы он занимался проблемами возникновения модерна на материале культурной истории Парижа XIX века, в центре его исследований была фигура французского поэта Шарля Бодлера. Этот масштабный критический проект под условным названием «Пассажи», магнум опус Беньямина, остался незавершённым (опубликован в 1982 году). Его работы тех лет писались среди нарастающего политического хаоса, в условиях изгнания, диктатуры, войны, депортаций, угрозы уничтожения. Возвышение нацизма в Германии подтвердило все опасения Беньямина о подлинном смысле «Просвещения» и «прогресса», воплотившихся в варварстве фашизма. Парижское изгнание сопровождалось обнищанием — долгое время единственным доходом Беньямина была небольшая стипендия от Франкфуртского института социальных исследований, с середины 1930-х годов находившегося в эмиграции в Нью-Йорке. Положение усугублялось ощущением изоляции, натянутыми отношениями с друзьями и коллегами. Как и многие европейские левые, Беньямин долгое время сохранял надежду, что Советский Союз не пойдёт на заключение договора с Третьим рейхом. Когда Адорно в 1938 году настаивал, чтобы Беньямин уезжал из Европы, тот отвечал, что там ещё есть позиции, которые нужно отстаивать. В письме к Максу Хоркхаймеру (август 1938 года) советский режим оставался «выразителем наших интересов в грядущей войне», хотя Беньямин прямо сравнивал сталинскую «личную диктатуру и террор» с нацистской политикой, добавляя, что заплаченная за поддержку СССР цена крайне высока.
В конце июля 1939 года Беньямин завершил переработку эссе «О некоторых мотивах у Бодлера». 23 августа был подписан советско-германский пакт. В начале сентября, после разгрома Польши, правительство Франции объявило всех евреев-беженцев из Германии апатридами. Беньямина с другими беженцами из Германии и Австрии интернировали в трудовой лагерь в Невере. Беньямин тяжело переносил дорогу и заключение в лагере. Как вспоминал один из очевидцев, Макс Арон, увидевший Беньямина на сборном пункте на стадионе Коломб:

В первый вечер я заметил старика, который тихо сидел без движения на одной из скамеек. Неужели ему ещё не было пятидесяти?…Только на следующее утро, когда я увидел его сидевшим на том же месте (как мне казалось), я начал волноваться. Было какое-то достоинство в его молчании и осанке. Он просто не вписывался в обстановку.

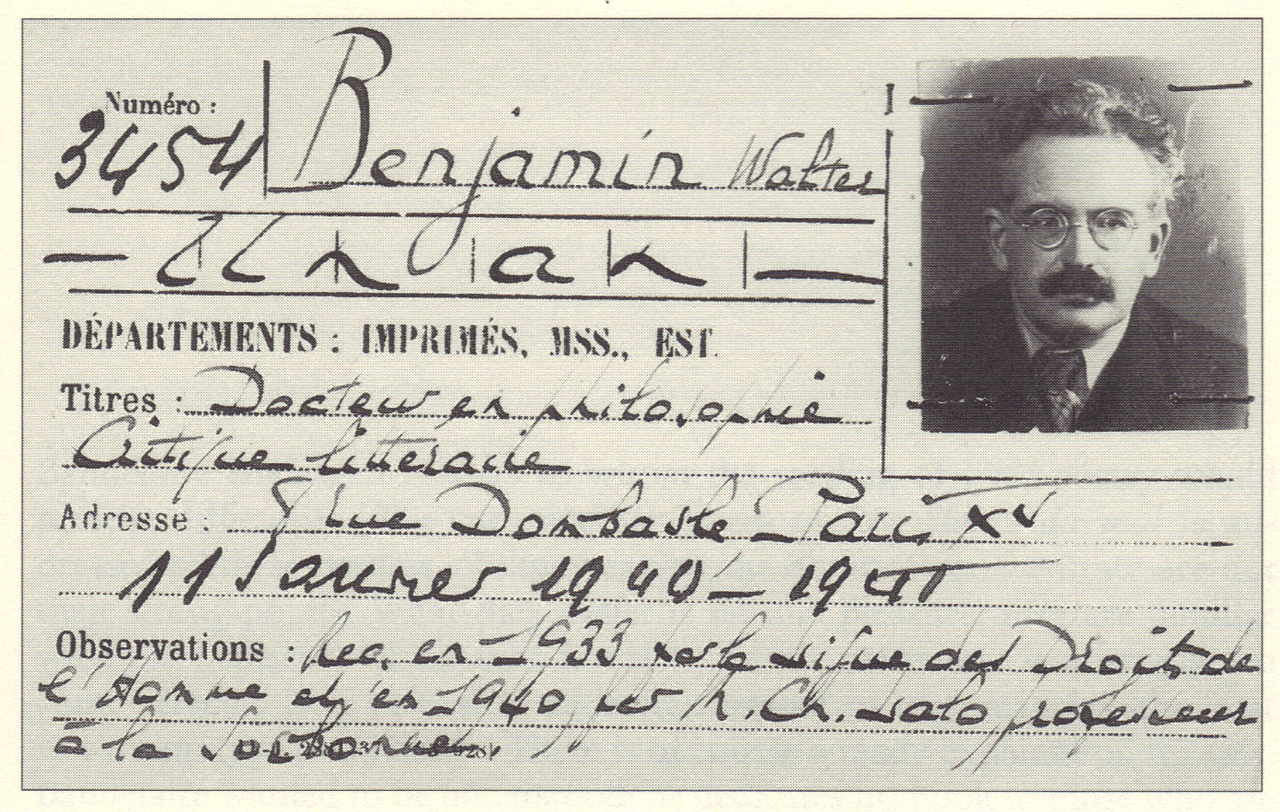
Читательский билет Вальтера Беньямина (Национальная библиотека Франции). Начало 1940 года

Беньямина в тот период волновала судьба его эссе о Бодлере, и он обрадовался положительному ответу от Института социальных исследований, пришедшему из Нью-Йорка в конце сентября. В середине ноября, в результате вмешательства Адриенны Монье, Беньямина освободили, и он вернулся в Париж. В начале января 1940 года Беньямин продлил читательский билет в Национальной библиотеке, по сути его месте работы, но времени у него оставалось немного. Институт социальных исследований призвал его немедленно выехать в США, но из-за проблем с визой Беньямин остался в Париже. Беньямин постоянно размышлял о текущей политической ситуации, об уже неизбежной в начале 1940 года мировой войне. По его переписке можно судить, что Беньямин полностью разочаровался в политике Советского Союза после заключения пакта. К тому моменту Беньямин остался практически в одиночестве — большинство его друзей эмигрировали, оказались в лагерях либо умерли. В апреле врач диагностировал проблемы со здоровьем: тахикардию, высокое давление и увеличенное сердце. В начале весны Беньямин готовился к отъезду в Нью-Йорк, учил английский язык со своими друзьями Арендт и её мужем Генрихом Блюхером; подготовил обзор современной французской литературы, продолжая разнообразное чтение — от Руссо до Андре Жида и Фолкнера. В письме к Адорно в начале мая он размышлял о Кафке, Прусте и Бодлере, обсуждал неоромантизм Гофмансталя.

Немецкие солдаты в Париже у Триумфальной арки. 14 июня 1940 года

В мае в связи с военным вторжением Германии французское правительство начало новую серию интернирований. Благодаря вмешательству друзей Беньямин на этот раз избежал заключения в лагерь. Он оказался в числе наводнивших Францию 2 миллионов беженцев. Беньямину удалось передать на хранение наиболее ценную часть архива, оставшиеся бумаги были конфискованы гестапо; часть из них утеряна. Около 14 июня, практически одновременно с входом немецких войск в Париж, Беньямин со своей сестрой Дорой, только что освобожденной из лагеря, по словам Арендт, сел на «последний поезд из Парижа» в Лурд с «маленьким чемоданом с двумя рубашками и зубной щеткой». В Лурде Беньямину пришлось два месяца ждать визу, постоянно опасаясь интернирования, которое бы повлекло выдачу Германии. Вскоре власти запретили беженцам свободно передвигаться, а после соглашения о перемирии от 22 июня и формирования правительства Петена иностранцы потеряли право на убежище. Эти события привели Беньямина в состояние паники: не надеясь попасть в Америку, он даже думал о Швейцарии, хотя это был явно не лучший вариант. 2 августа Беньямин писал Адорно из Лурда:

Полная неопределенность относительно того, что принесут мне ближайшие дни, ближайшие часы, определяла мое существование в течение многих недель. Я был осужден читать каждый номер газеты (они издаются здесь только на одной странице) как уведомление мне и слышать плохие новости в каждом сообщении радио.
В начале августа 1940 года усилиями Института социальных исследований виза в США была наконец готова, в конце месяца Беньмин получил её в Марселе. 23 сентября в составе небольшой группы Беньямин на поезде покинул Марсель, намереваясь пересечь Испанию и добраться до Лиссабона. 26 сентября беженцы пешком достигли испанской деревни Портбоу, перейдя кружным путем франко-испанскую границу через отроги Пиренеев (прямая дорога контролировалась режимом Виши). По воспоминаниям спутников, переход через горы вконец измотал Беньямина, хотя тот даже шутил в дороге, никому не позволяя нести его портфель с рукописью, «более важной, чем я сам». В Портбоу испанские пограничники отказались впускать беженцев, сказав, что передадут их французской полиции, что означало неминуемое интернирование и концлагерь. Беженцам дали возможность переночевать в гостинице; там в ночь с 26 на 27 сентября Беньямин покончил с собой, приняв большую дозу морфина. На следующий день граница была испанскими властями открыта.

### Обстоятельства написания
Расхождение истории и теории, шок фашизма, ужас милитаризма, неизбежность и имманентность катастрофы подталкивали Беньямина к поиску новых идей, нового понимания политики как вмешательства в настоящее. Эти идеи появились у Беньямина уже в 1938 году. Толчком к написанию «Тезисов» стало заключение советско-германского пакта. «Тезисы» были написаны в начале 1940 года, в «полночь столетия», в момент, который для немецкого еврея был «надиром истории». Исходя из переписки Беньямина, «Тезисы» должны были выразить опыт его поколения, приведшего к мировой войне. Поэтому работа часто трактуется как следствие политической ситуации 1939—1940 годов, политической истории между двумя войнами, как критика европейских левых накануне Второй мировой войны. «Тезисы» пронизаны чувством тревоги и отчаяния, хотя это не является уникальным для поздних работ Беньямина; они являются своего рода сигналом SOS, «пожарной тревогой» (выражение самого Беньямина). В апрельском письме к супруге Адорно Гретель, когда «Тезисы» в основном были написаны, Беньямин признавался, что на них повлияла война и порождённое ею стечение обстоятельств.
Согласно распространённому мнению, «Тезисы» были ответом на пакт о ненападении, побудившим Беньямина к «ревизии» исторического материализма. В отличие от многих европейских левых, оправдывавших Сталина, Беньямин, по воспоминаниям друзей, был крайне удручён альянсом, поскольку считал его противоестественным: его последние надежды были разбиты. По известной оценке Шолема, исследователя иудаизма, основоположника современного академического изучения каббалы и близкого друга Беньямина, в меланхолических «Тезисах» «Беньямин совершил своё пробуждение от шока» пакта, освободился от утопических иллюзий о природе марксизма и коммунизма. Изменение его взглядов отразилось в «Тезисах», где Беньямин планировал оригинальным образом соединить политические, исторические и теологические мотивы. Важным для написания было обсуждение с Арендт и Блюхером рукописи Шолема «Основные течения в еврейской мистике» зимой 1939—1940 годов. Арендт вспоминала, что они обращали внимание на шолемовский анализ еретического движения саббатианства XVII века. Сочетание мистической традиции с политической повесткой дня повлияло на некоторые формулировки в его работе, особенно на мессианские мотивы.
Несмотря на явную связь с политическими событиями, интеллектуальный контекст «Тезисов» намного шире, они обобщают многолетние размышления Беньямина об истории. В том же апрельском письме к Г. Адорно Беньямин писал, что их основные идеи разрабатывались более двадцати лет. Вероятно, некоторые ключевые положения были уже в ранних фрагментах «Жизнь студентов» (1914) и «Теолого-политический фрагмент» (1921). Среди непосредственных источников были эссе, тесно связанные с «Пассажами»: «Эдуард Фукс, коллекционер и историк» (1937), «Центральный парк» (1938—1939), «О некоторых мотивах у Бодлера» (1939). Многие комментаторы, начиная с Адорно, полагали, что «Тезисы» должны были стать «эпистемологическим предисловием» к «Пассажам», по аналогии с предисловием к «Происхождению немецкой барочной драмы» (1924—1925, опубл. 1928); Адорно считал, что «Тезисы» — лишь один из многочисленных неоконченных фрагментов «Пассажей». Сам Беньямин в переписке подчёркивал методологическую важность «теоретической арматуры» «Тезисов» для второго эссе о Бодлере, отмечая несистематический и экспериментальный характер работы.

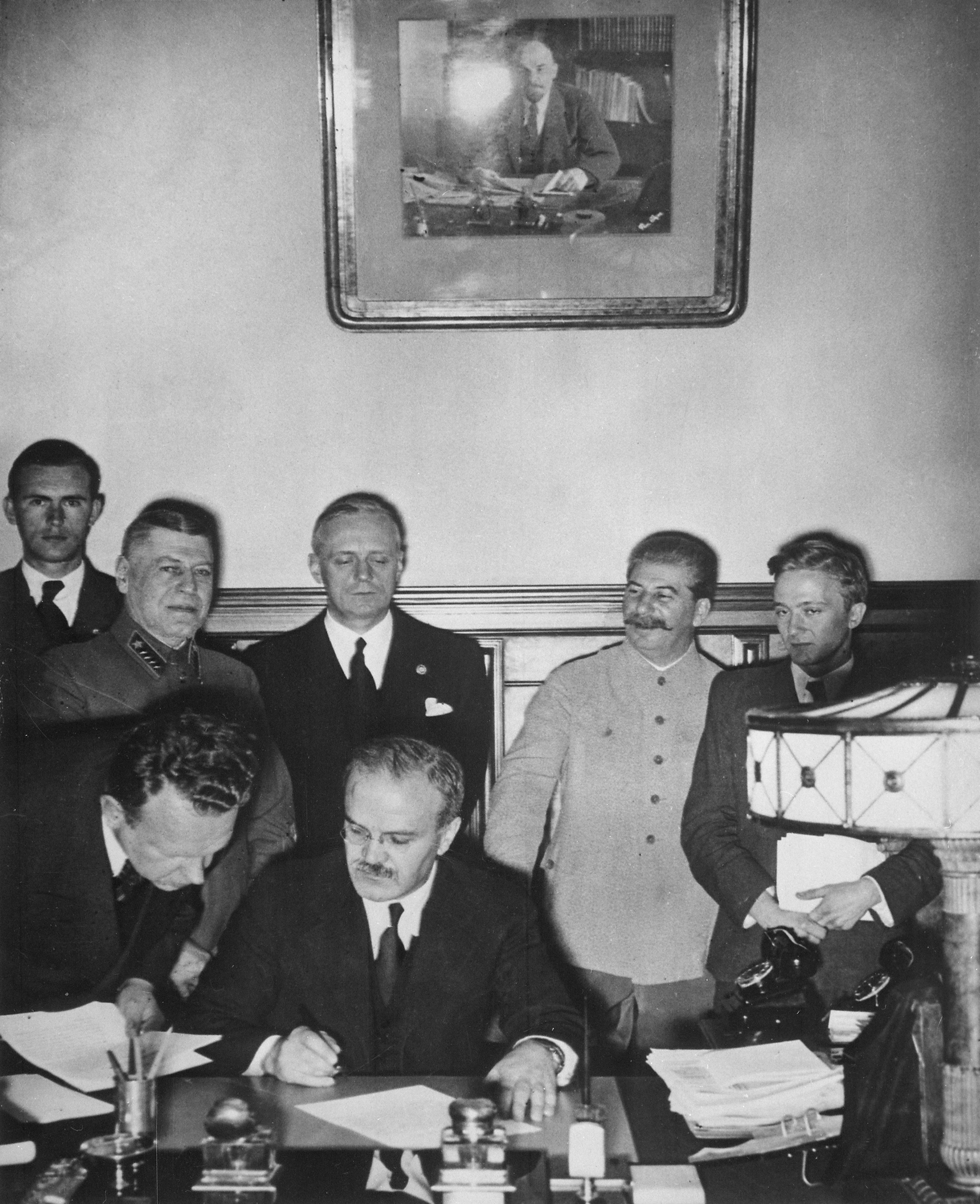
Подписание советско-германского пакта о ненападении 23 августа 1939 года

## Версии текста и история публикации
Судьба «Тезисов» была непростой. Они существуют в нескольких версиях, какая из них, включая название, является окончательной — неизвестно, как и хронология написания. К «Тезисам» примыкают заметки, изданные под названием Paralipomena; их датировка практически невозможна. Беньямин впервые упоминал «Тезисы» в письме к Хоркхаймеру от 22 февраля 1940 года, в котором писал, что «только что закончил ряд тезисов о понятии истории». Беньямин не считал их готовыми к публикации, поскольку начал работу в трудных условиях, после освобождения из лагеря. Из апрельского письма к Г. Адорно следует, что Беньямин не собирался публиковать «Тезисы», которые могли породить «энтузиазм непонимания».
Предположительно, самая ранняя версия текста — так называемая «Рукопись Арендт», содержащая много исправлений и сильно отличающаяся от других, прежде всего в последовательности и нумерации тезисов. Окончание работы датируется примерно началом февраля 1940 года, текст не был полностью отредактирован. Рукопись состояла из множества отдельных листов. В начале 1940 года Беньямин не хотел посылать «Тезисы» в Институт социальных исследований в США, поскольку опасался негативной реакции Адорно и Хоркхаймера — так он сказал Арендт зимой. Эту рукопись Беньямин передал Арендт, которая вывезла её в Нью-Йорк и передала Адорно и Хоркхаймеру в июне 1941 года. Согласно биографу Арендт, «Тезисы» читали вслух беженцы в ожидании отплытия из Лиссабона. Несмотря на драматическую историю спасения, «Рукопись Арендт» в дальнейшем не использовалась для публикаций, вплоть до 2006 года, когда была издана в сборнике материалов, посвящённых отношениям Беньямина и Арендт. Другой ранней рукописью является и французский перевод самого Беньямина. Этот вариант текста наименее полный (нет тезисов VIII—IX, XIII—XIV, XVI, XVIII), с небольшими исправлениями.
К лету 1940 года Беньямин разделил свой архив на три части: наиболее ценную передал Жоржу Батаю, часть оставил в парижской квартире, а наибольшую по объёму передал друзьям. Возможно, он продолжил работу над «Тезисами» и летом, после бегства из Парижа, в Лурде или даже в Марселе. Оставшиеся при нём бумаги позднее оказалась у его сестры Доры. Неизвестно, передал ли их сестре сам Беньямин или они попали к Доре после его смерти. Этот архив в двух чемоданах был передан Адорно в августе 1941 года доктором Мартином Домке. В чемоданах было две или три машинописные версии «Тезисов», послужившие основой для последующих публикаций. Две версии, так называемая «Переработанная промежуточная версия» и «Dora-Benjamin-Typoskript», напечатанная сестрой Беньямина, в целом близки. В первой присутствуют тезисы XII и XIV, отсутствующие в «Dora-Benjamin-Typoskript», которая имеет минимальные рукописные исправления и, согласно современному исследованию Жерара Роле, является последней прижизненной версией. В этом варианте текста «исторический материализм» и «исторический материалист» заменены «исторической диалектикой» и «историческим диалектиком», что, по мнению Роле, подтверждает её более позднюю датировку. Согласно редакторам академического издания «Тезисов» Рольфу Тидеманну и Герману Швеппенхойзеру, версия «Dora-Benjamin-Typoskript» делалась Беньямином с оглядкой на цензуру, хотя и без принципиальных отличий; по словам Доры, они с братом не считали возможным доверять текст международной почте. Третий экземпляр, по предположению Роле, был утерян после того, как в Нью-Йорке Г. Адорно сделала его машинописную копию, опубликованную Институтом социальных исследований как «официальная» версия.
Ещё одну машинописную версию текста в 1981 году у вдовы Батая обнаружил Джорджо Агамбен, редактировавший издание трудов Беньямина в Италии. В экземпляре нет заголовка и даты, на первой странице имеется надпись рукой Беньямина Handexemplar («Авторский экземпляр»). Батай, по всей вероятности, забыл в 1945 году передать его Пьеру Миссаку, который занимался архивом Беньямина. Над данным вариантом текста Беньямин предположительно работал до мая 1940 года. В версии присутствует дополнительный тезис (под номером XVIII), в других версиях не включённый в основной текст, о секуляризации Марксом представления о мессианском времени. В Handexemplar нет тезиса А, а тезис B объединен с тезисом XI.
Несмотря на упоминания работы в переписке с супругами Адорно, никто из них не видел «Тезисы» до лета 1941 года. Адорно знал, что это последний труд Беньямина и документ большой теоретической важности, поскольку он должен был стать методологическим введением в «Пассажи». В мае—июне 1942 года Институт социальных исследований (состоявший по сути из Адорно и Хоркхаймера) издал работу под названием «О понятии истории» на гектографе в томе «Памяти Вальтера Беньямина» (Лос-Анджелес). Эта публикация стала первым посмертным изданием работ Беньямина. Текст содержал 18 коротких фрагментов (тезисов), два приложения — А и B. Было напечатано несколько сотен экземпляров (распространённых среди знакомых), издание сопровождалось статьями Хоркхаймера и Адорно. Во введении Адорно отмечал, что, хотя текст не планировался для публикации, он стал завещанием Беньямина. Издание, как и все последующие «официальные» публикации, основывалось на версиях Домке. Данный факт позднее, в 1960-е годы, стал одним из аспектов «борьбы» за наследие Беньямина между Адорно и Арендт, отношения между которыми были довольно натянутыми. Арендт утверждала, что оставшаяся у неё рукопись являлась «главным оригиналом».
| «Рукопись Арендт»                                                | «Французская версия»                       | «Авторский экземпляр»                   | «Переработанная промежуточная версия» | «Экземпляр Доры Беньямин»  | «Посмертная версия» |
| ---------------------------------------------------------------- | ------------------------------------------ | --------------------------------------- | ------------------------------------- | -------------------------- | ------------------- |
| I—XVII, нет III, иная нумерация, две версии XIV (XII), XVII (XV) | I—XIX, нет VIII, IX, XIII, XIV, XVI, XVIII | I—XIX, B присоединен к XI, XVIII (доп.) | I—XVIII                               | I—XIX, А и B; нет XII, XIV | I—XVIII, А и B      |

Название «О понятии истории» воспроизводилось в большинстве немецких изданий и часто использовалось для переводов на иностранные языки. Зачастую утверждается, что это был авторский заголовок, отражавший замысел Беньямина. Однако точно неизвестно, какое название планировал Беньямин: заголовки имеются только на двух сохранившихся копиях перепечатки, сделанной уже в США, они вписаны рукой Г. Адорно («О понятии истории») и неизвестного лица («Тезисы о философии истории»). Арендт настаивала на последнем названии, оно было использовано ею в первом англоязычном издании. Согласно Ж. Роле, в его пользу говорит частое упоминание в письмах Арендт, Шолема, Адорно и его корреспондента Лео Лёвенталя, из переписки можно предположить, что заголовок «О понятии истории» придумал Адорно.
В 1946 году Арендт безуспешно пыталась опубликовать «Тезисы» в издательстве «Schocken». Она спрашивала у Бертольта Брехта в письме (октябрь 1946 года), у кого были права на текст Беньямина, поскольку его сестра умерла, а брат погиб в концлагере Маутхаузен ещё в 1942 году. В 1947 году Миссак перевел «Тезисы» на французский язык и опубликовал их в Les Temps modernes (первое типографское издание), а в 1950 году Адорно переиздал работу в немецком журнале Neue Rundschau (издательство «S. Fischer Verlag»). Эти публикации не вызвали никакого интереса. Дискуссии начались после включения «Тезисов» в первое собрание трудов Беньямина (Франкфурт, 1955), которое также редактировал Адорно. В 1960-е годы интерес к работе постепенно возрастал. В 1967 году работу перевели на испанский («Sur», Буэнос-Айрес), а в 1968 — на английский, когда Арендт выпустила сборник «Озарения» (перевод Гарри Зона). В 1971 году «Denoël» опубликовал французский перевод Мориса де Гандильяка, а в 1973 году вышел наиболее известный испанский перевод Хесуса Агирре в издательстве «Taurus». Полемика в Германии развернулась после академического издания «Тезисов» (1974) в составе семитомного собрания сочинений (Gesammelte Schriften, «Suhrkamp Verlag», 1972—1989; переиздано в 1991 году; редакция и комментарии — Р. Тидеманн, Г. Швеппенхойзер, при участии Адорно и Шолема). Издание включало и французский перевод самого Беньямина, а также заметки и наброски. В 1989 году в VII том собрания сочинений был включён и текст Handexemplar . Все версии текста, включая рукописные, были опубликованы в 2010 году в одном томе (редакция и комментарий Ж. Роле) в рамках нового академического собрания трудов Беньямина в «Suhrkamp Verlag».

## Кукла, карлик и шахматный автомат
Беньямин пишет в I тезисе:

Известна история про шахматный автомат, сконструированный таким образом, что он отвечал на ходы партнера по игре, неизменно выигрывая партию. Это была кукла в турецком одеянии, с кальяном во рту, сидевшая за доской, покоившейся на просторном столе. Система зеркал со всех сторон создавала иллюзию, будто под столом ничего нет. На самом деле там сидел горбатый карлик, бывший мастером шахматной игры и двигавший руку куклы с помощью шнуров. К этой аппаратуре можно подобрать философский аналог. Выигрыш всегда обеспечен кукле, называемой «исторический материализм». Она сможет запросто справиться с любым, если возьмет к себе на службу теологию, которая в наши дни, как известно, стала маленькой и отвратительной, да и вообще ей лучше никому на глаза не показываться.

### История
Аллегория отсылает к эссе Эдгара Аллана По «Шахматный аппарат доктора Мельцеля» (1836), переведённому на французский язык Шарлем Бодлером. Американский писатель описывал автомат, впервые представленный в 1770 году его конструктором, бароном Вольфгангом фон Кемпеленом венскому двору Марии Терезии и после долгих путешествий по Европе попавший в США. Согласно По, в автомате был спрятан турок с трубкой в левой руке, который всегда выигрывал шахматные партии. По показывал, что машина не может обойтись без человеческого интеллекта. У Беньямина образ спрятанного карлика-кукловода присутствует в эссе «История Растелли» (1935). В эссе «Эдуард Фукс, коллекционер и историк» Беньямин писал, что «самодействующий» прогресс достиг своего расцвета в XVIII веке, в философии Канта, в технике в виде автоматизированных машин. В набросках партия в шахматы иллюстрировала «спор за подлинное понятие истории».

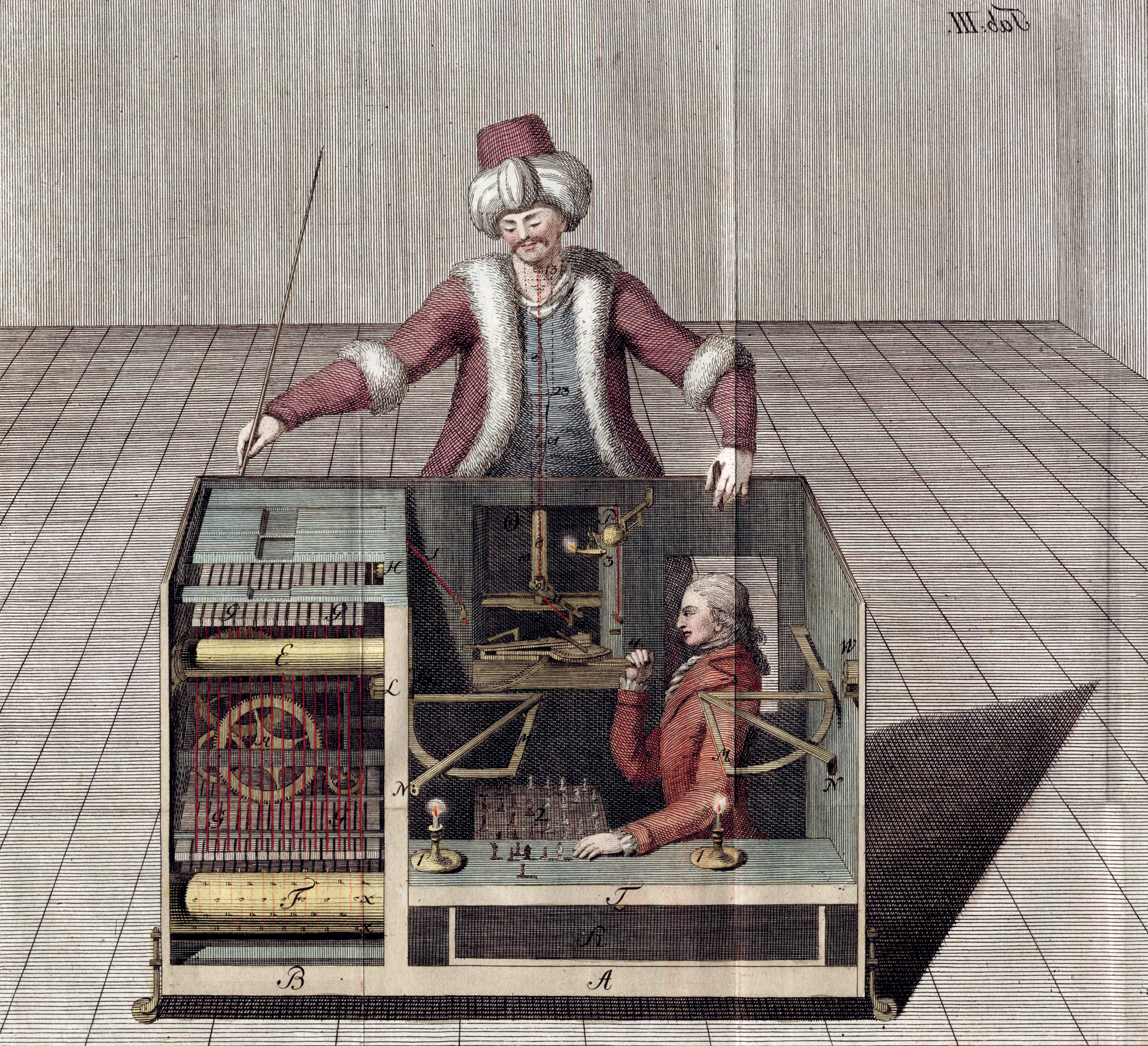
Шахматный автомат Кемпелена. Иллюстрация из книги 1789 года

Образ карлика или горбуна часто встречается в литературе романтизма, как, например, Квазимодо из романа Виктора Гюго. Арендт вспоминала, что Беньямин часто упоминал маленького горбуна — персонажа знаменитого сборника немецкой народной поэзии эпохи романтизма «Волшебный рог мальчика». Согласно Арендт, метафора горбуна как неудачи проходит через всю жизнь Беньямина. Горбатый карлик появлялся в текстах Беньямина 1930-х годов. В «Берлинском детстве на рубеже веков» (1932—1938) карлик воплощает образ прошлого в памяти, жизнь, вырванную из времени. По Беньямину, время прошлого бесконечно сокращается, вещи и места кажутся уменьшенными, сложенными, сжатыми. В эссе о Кафке (1933—1934) горбатый карлик напоминает смиренных «злачных существ» Кафки, постоянно согбенных под бременем усталости, вины и наказания: для них двери слишком узкие или потолки чересчур низкие. Карлик — архетип искажения и забвения, причём речь идёт, согласно Беньямину, о специфической конфигурации модерна: двойном уродстве (горб карлика), двойном искажении, забвении забвения. Карлик ищет внимания, спасения, освобождения от уродства — этот мотив, по мнению И. Вольфарта, совпадает с теодицеей волшебной сказки, превращением чудовищ в принцев и пробуждением принцесс от чар. Наступит момент, когда искажение, вызванное забвением, будет незаметно исправлено Мессией, с приходом которого карлик исчезнет:

Этот человечек — обитатель искаженной жизни; он исчезнет только с приходом Мессии, о котором один великий раввин некогда сказал: он не станет изменять мир всею своею мощью, он лишь чуть-чуть подправит его в мелочах.

### Интерпретации
Открывающая «Тезисы» ироническая аллегория — ложное начало, риторический фасад или «дверь-ловушка» — загадка, которая определяет остальной текст и формулирует центральную для всех тезисов проблему: парадоксальную комбинацию материализма и теологии. Двусмысленность сцены дополнялась фактом, что карлик дергает за ниточки куклу, однако автор объясняет метафору противоположным образом: теология есть лишь служанка исторического материализма, хотя это теология, а не сама кукла. Как писал Жижек, это противоречие между аллегорией и её смыслом, то есть между означающим и означаемым: исторический материализм (означаемое) пытается управлять теологией (означающее), но попадает в ловушку. Не исключено, что Беньямин колебался: вначале теология «дергает за ниточки» исторический материализм, а затем превращается в его служанку.
Идея о теологии как служанке переворачивает традиционное для схоластики определение философии как ancilla theologiae (служанки теологии). Отношения между карликом и куклой намекают на гегелевскую диалектику господина и раба, однако у Беньямина нет гегелевского признания, как нет и однозначного ответа на вопрос, кто является господином, а кто слугой. Оппозиция куклы и карлика не формирует завершенное целое, единство (Гегель), а, напротив, предлагает принцип матрешки, серию образов, писала Ребекка Комэй. Иначе трактовал сцену Тидеманн: и кукла, и карлик помещены в автомат шахматистом. Одетая «по-турецки» кукла может отсылать к «турецкому фатализму», разоблачённому Ницше. Зеркальная иллюзия, по мнению Якоба Таубеса, указывала на невозможность попыток сделать историю прозрачной ― подходов Гегеля в «Феноменологии духа» и Маркса в «Капитале». В первом тезисе «исторический материализм» единственный раз был поставлен автором в кавычки. По всей вероятности, Беньямин подвергал критике советский марксизм и (или) социалистические идеологии Второго интернационала и Коминтерна, считавшие историю автоматом, машиной, неизбежно идущей к социализму (термин «исторический материализм» был введен Энгельсом после смерти Маркса и популяризирован Карлом Каутским). В широком смысле шахматный автомат мог воплощать идеологию прогресса как технического развития, а также ошибки позитивистских подходов к истории и политике. Отмечалось, что тезис начинается со слов «известна история» — речь идёт о рассказе, а не о факте, хотя история и знакома рассказчику. Согласно Сьюзен Бак-Морс, рассказывание историй будущим поколениям оставалась для автора единственной возможностью накануне мировой войны.
История с куклой и карликом породила множество интерпретаций, с помощью которых исследователи пытались объяснить, кто же управляет: исторический материализм или теология. Чаще всего комментаторы рассматривали её как попытку теологизации марксизма, инструментализации религии или совмещения теологии и марксизма. Согласно подходу Шолема, в шахматной игре истории якобы побеждающий «исторический материализм» является лишь куклой в невидимой руке теологии. Его победа есть иллюзия, поскольку он в конечном счете зависит от теологии. От исторического материализма остаётся только название. В описании карлика и автомата воплощается, по Шолему, центральное ядро «Тезисов» — надежда Беньямина на прыжок в трансцендентность. По мнению Г. Кайзера, кукла и карлик Беньямина теологизируют марксизм: его философия истории есть теология. По Вольфарту, материализм подчинен теологии, поскольку он нуждается в ней, чтобы создать подлинный образ прошлого и «спасти» его фрагменты; теология «дергает за ниточки», даже если она прячется в материалистической оболочке — автомате.
Другая группа комментаторов, следуя марксистскому объяснению Брехта и влиятельным работам Тидеманна, подчёркивала важность исторического материализма, теологическая терминология выполняет риторическую функцию. Теология — лишь служанка исторического материализма (Тидеманн) или дополнительная конструкция без особого смысла (К. Греффрат). Беньямин оставался в «материалистическом измерении», причём теологический карлик мертв, поскольку стал частью мертвой машины (Тидеманн). Между куклой и карликом имеется нечто вроде разделения функций: в рамках марксизма Беньямина необходимо понимать прошлое с помощью теологии для действия в настоящем и будущем; теология — всего лишь метафора (Хайнц-Дитер Китштайнер).

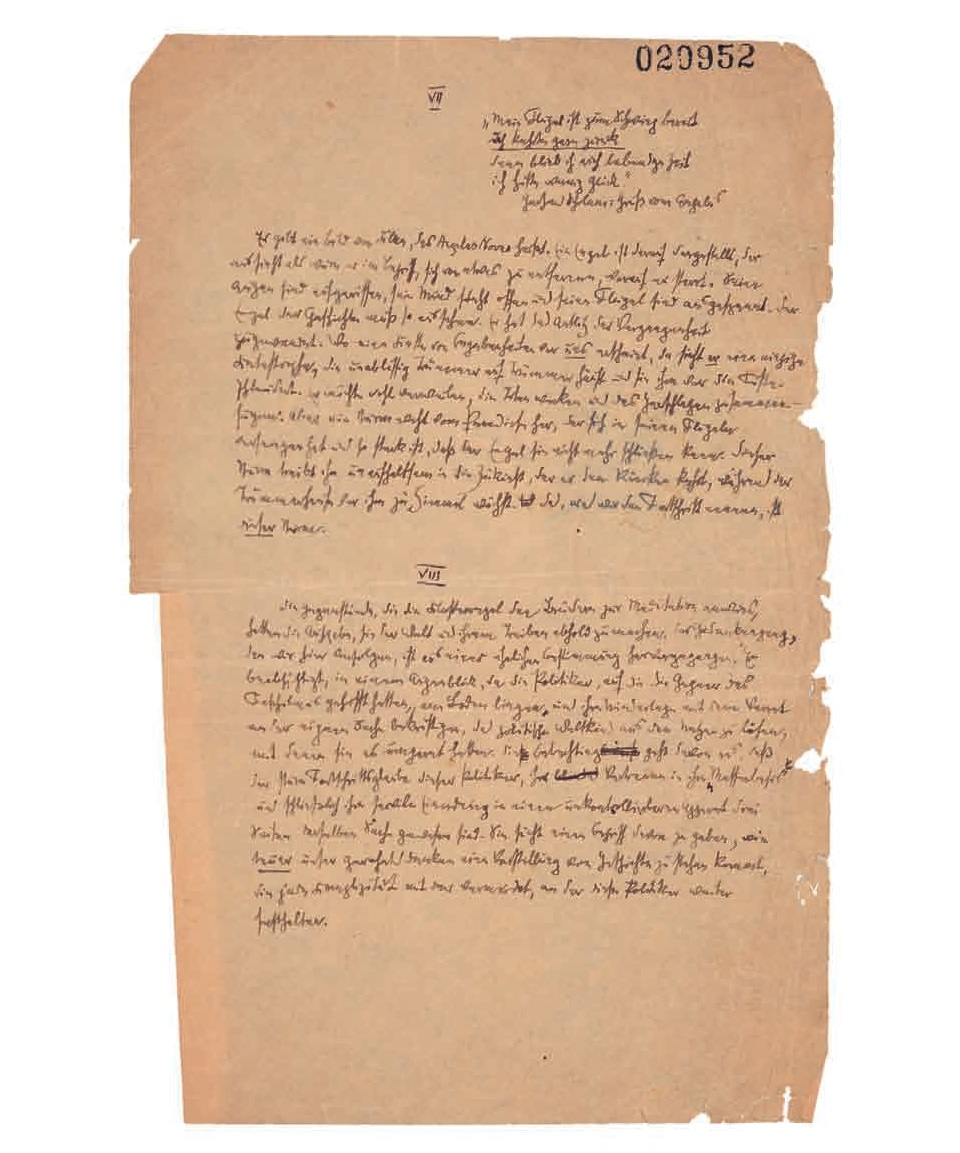
Фрагмент «Рукописи Арендт» с тезисами VII и VIII, в «официальной» версии — тезисы IX и X

Согласно третьей точке зрения, Беньямин пытался совместить материализм и теологию. В условиях исторической безысходности конца 1930-х годов исторический материализм для Беньямина не мог больше опираться на наивно-оптимистический миф о прогрессе эпохи Просвещения. Без теологии «исторический материализм» не победит, поскольку, во-первых, не сможет верно понять историю и, во-вторых, не одолеет исторического врага — правящие классы, в ситуации 1940 года — фашизм. Поэтому кукла «исторического материализма» должна обратиться за помощью к горбатому карлику — теологии. Хабермас утверждал, что аллегория намекала на необходимость использовать исторический материализм для создания «мистической» теории опыта. Беньямин неосознанно пытался соединить Просвещение и мистицизм, однако теолог в нём не смог подчинить мессианскую теорию опыта историческому материализму, писал Хабермас. Со своей стороны, Бак-Морс и Михаэль Леви полагали, что теология — не самоцель, она лишь служит делу борьбы угнетённых: описание куклы и карлика показывает теологический аспект мысли Беньямина, при этом теология находится (и может действовать) только внутри материализма. Ряд авторов отмечали, что теологическая терминология имеет не эпистемологические, а онтологические задачи. С этой перспективы важнее не отношения между куклой и карликом, а причины того факта, что они неразрывно связаны в их общей борьбе на шахматной доске истории. В конечном счете метафизика и материализм могут работать в тандеме, хотя противоречия между ними неразрешимы.

### Теология и проблема секуляризации
Теология в «Тезисах» часто рассматривалась через призму проблемы секуляризации. Несомненно, теология — главный и в конечном счете неразрешимый вопрос для Беньямина. В «Пассажах» он писал:

Мое мышление относится к теологии, как промокашка к чернилам. Оно полностью ею пропитано. Однако если бы всё решала промокашка, ничего из написанного не сохранилось бы.
Для Беньямина теология не является иррациональным измерением, верой в Бога или набором догматов. Теология, во-первых, воплощает «конкретную целостность опыта», формы опыта, не сводимые к науке в понимании философии Просвещения. Во-вторых, теология выражает тот факт, что историческое время понимается как внутреннее событие психе. Б. Бритт обобщает три возможных подхода к двусмысленному использованию теологии в «Тезисах». Во-первых, для понимания секулярного дискурса его необходимо перевести в религиозные термины, поскольку теология есть его основа. Во-вторых, теология является необходимой частью критического восприятия и служит полезной моделью для понимания нерелигиозных феноменов. В-третьих, теологическую традицию нельзя отделить от политического и исторического мышления, поэтому в «Тезисах» Беньямин упраздняет разделение между религиозными и нерелигиозными категориями. Применение теологических понятий к истории означает не проекцию сакрального на профанное, а неизбежность теологического восприятия истории, отделяющего божественное и вечное от конечного человеческого времени: теология и история различны, но не могут быть разделены. Н. Больц утверждал, что теология использовалась Беньямином в качестве описательной «главной науки», поскольку капитализм имеет «глубоко религиозную структуру».

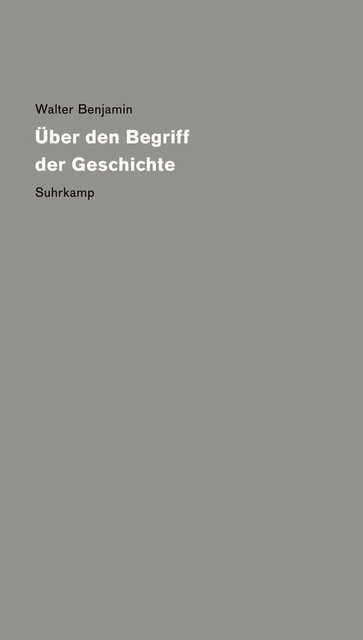
Обложка немецкого научного издания 2010 года.

В раннем фрагменте «Капитализм как религия» (1921) Беньямин рассматривал возникновение капитализма в результате его паразитирования на христианстве и превращения в «религию чистого культа» без догматов, культа вины без возможности искупления (радикализация и опровержение известного тезиса Макса Вебера). Христианские идеи о грехе (нем. Schuld) и покаянии (нем. Sühne), по Беньямину, превратилась в профанные представления о вине и наказании (долговые отношения как основа капитализма). Индустриальное развитие капитализма, превращающее человека в подобие автомата, и, как следствие, сокращение и ускорение времени, приводят к обеднению и упадку опыта, который в эпоху модерна становится перманентным опытом шока. Эти процессы спасают теологию: индивид может жить без религии как гарантии целого, а общество — нет. Религию (например, христианскую эсхатологию) можно заменить только на другую религию, при секуляризации она сохраняется в центре «профанного» мышления как невидимка, «секулярное инкогнито», принимая различные философские обличья (к примеру, в виде куклы исторического материализма). Религия прячется в самом разделении добра и зла, связывая пространство смысла и социальную жизнь.
Беньяминовская диалектика сакрального и профанного не является односторонним движением: вопреки Марксу и Веберу, секуляризация и «расколдовывание мира» сочетаются с десекуляризацией и «заколдовыванием». По мнению Дж. Маррамао, в «Тезисах» тематика стойкости сакрального при секуляризации перекликается с диалектической теологией Карла Барта (у которого спасение возможно только в полностью секулярном мире), при этом фундаментальная проблема Беньямина — появление «ложных идолов» в общей рамке секуляризации, а не в её процессе. Теология защищена инверсией: даже запрет на теологию содержит слишком много теологии. Иными словами, разоблачение карлика в автомате означает не «расколдовывание» или секуляризацию в смысле Просвещения, а тот факт, что любая «герменевтика подозрения» заранее захвачена той логикой, которую она будет изобличать, успех разоблачения априорно конституирует его крах. Поэтому подход Беньямина можно рассматривать как постсекулярный и пострелигиозный. Вместе с тем, по мнению Р. Мате, Беньямин как человек Просвещения не отходит от позиций разума, а констатирует, что теология стала уродливой: направленное на эмансипацию Просвещение не дало освобождения, а лишь расколдовало теологию. Возникающая из напряжения между куклой и карликом, историческим материализмом и теологией, профанным и сакральным область неопределённости и двусмысленности создаёт пространство политики.

## Критика прогресса и историзма
«Тезисы» представляют яростную «атаку» Беньямина на «трехглавого противника»: идею прогресса, историзм и их основание — однородность исторического времени, «гомогенное и пустое время». Беньяминовская критика соединяла политику и время на основе идей разрушения и разрыва.

### Критика прогресса
Беньямин обращался к критике прогресса уже в ранних работах, начиная с «Жизни студентов». В «Пассажах» Беньямин писал, что необходимо преодолеть равным образом как понятие прогресса, так и понятие упадка.
В основе идеи прогресса, согласно Беньямину, лежит теология мифологических конца и начала, представление о провиденциалистской природе истории, которую Просвещение заимствовало у христианства, точнее — у теодицеи. Cекуляризированная эсхатология прогресса теснее связана с метафизическими установками религиозного сознания, чем традиция иудейского мессианизма. Прогресс становится безличной всемогущей силой, действующей во все эпохи истории, мифическим субъектом, поскольку он не определяется событиями, а «действует» самостоятельно. Квазирелигиозная вера в прогресс XX века напрямую наследуется из сциентизма XIX столетия, в котором исторический прогресс понимался по аналогии с прогрессом техническим. Поэтому позитивизм выступает общим знаменателем таких течений, как консервативный историзм, социал-демократический эволюционизм или вульгарный марксизм. В набросках к «Тезисам» Беньямин прямо критикует позитивистский, натуралистический подход исторического эволюционизма. Попытка открыть «законы» хода исторических событий приравнивает историю к естественным наукам. Прогресс «управляется» законами природы: история понимается как биологическая эволюция, а время — натурализируется. Перенесённая в социальную область теория Дарвина находилась, по Беньямину, и в центре эволюционного социализма конца XIX века (Иосиф Дицген, Карл Каутский и др.). В заметках к «Тезисам» Беньямин критикует эволюционные элементы у Маркса.

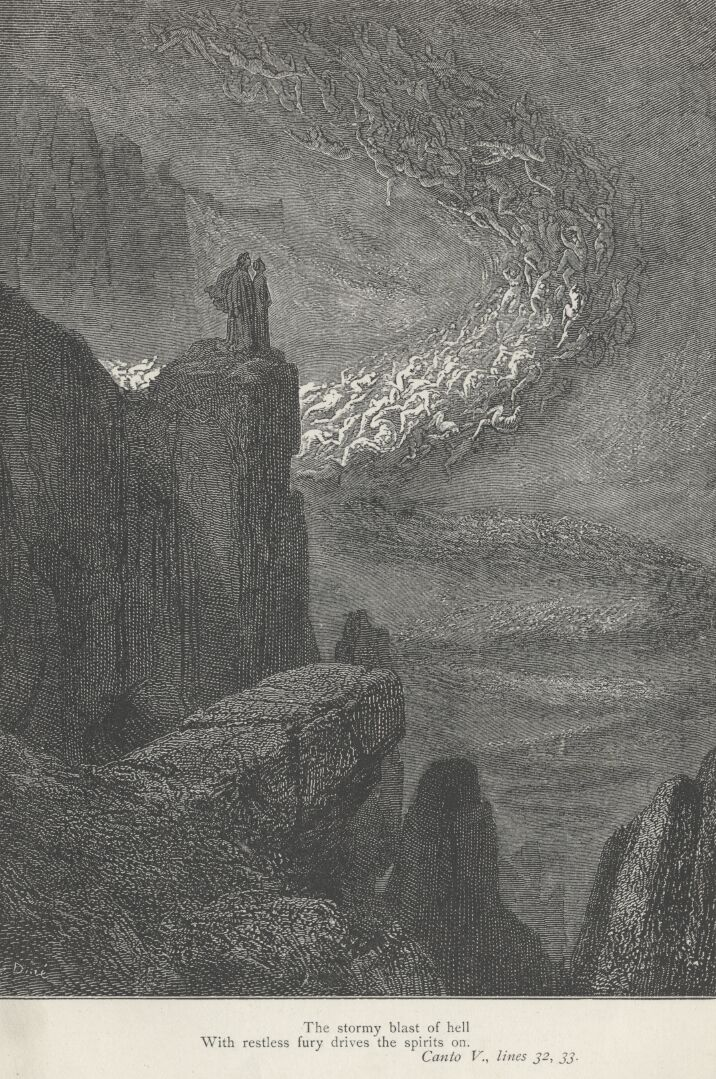
Похоть. Иллюстрация к «Божественной комедии» Данте (Ад, V). Гюстав Доре, 1861.

Наивная вера в неизбежный исторический прогресс и конечный триумф Добра или Разума, отражает, по Беньямину, абсолютное непонимание природы истории. Беньямин, во-первых, критикует представление о рациональном, универсальном и непреодолимом движении к запланированной в будущем цели (телосу) в виде гегелевского абсолютного духа или коммунистической мечты о свободе; линейность, последовательность, непрерывность и самоисполняемость прогресса. Во-вторых, отвергает идею о связи времени со способностью к совершенствованию. Для Беньямина кантовская трансцендентальная концепция времени превратилась в неокантианстве в непрерывный и линейный континуум, став основой идеологии прогресса и любого конформизма. Критика Беньямином телеологии имеет сходство с позициями Карла Поппера (его критикой «историцизма») и Карла Лёвита, считавшего гегельянство и марксизм формами секуляризированной эсхатологии.
Германский фашизм — самая явная мишень Беньямина, но критике подвергаются и социал-демократы, вульгарный (сталинский) марксизм и буржуазная историография — историзм. Вполне вероятно, что главным объектом критики является интерпретация прогресса у социал-демократов (Каутский и др.); согласно Хабермасу, это политическое содержание «Тезисов». Как полагал Беньямин, представления социал-демократов о медленном движении истории в направлении бесклассового общества заставляют рабочий класс принять страдания как временные обстоятельства, которые в будущем обязательно исчезнут. В данной логике капитализм сам рухнет из-за своих противоречий, и нужно лишь дождаться возникновения бесклассового общества. Для Беньямина, однако, бесклассовое общество, помещенное Марксом в конец истории, остаётся подлинно мессианской идеей. Последователи Маркса (прежде всего Эдуард Бернштейн и Карл Каутский) отнесли его наступление к далёкому будущему и пытались связать его с «идеалом» или «бесконечной задачей» неокантианства. В результате вера социал-демократов в прогресс, в политический и экономический реформизм, по выражению Беньямина, коррумпировала германский рабочий класс (XI тезис). В XIII тезисе Беньямин резюмирует:

Прогресс, каким он рисовался в умах социал-демократов, был, во-первых, прогрессом самого человечества (а не только его навыков и знаний). Во-вторых, он не имел завершения (в соответствии с бесконечной способностью человечества к совершенствованию). В-третьих, по сущности своей он был неостановим (как спонтанно осуществляющий движение по прямой или по спирали).
В X тезисе развенчанию подвергаются коммунисты, их предательство 1939—1940 годов:

В тот момент, когда политики, бывшие надеждой противников фашизма, повержены и подтверждают это поражение предательством своего дела, необходимо освободить мировое дитя политики от тенет, которыми те его оплели. Рассуждение исходит из того, что тупая вера этих политиков в прогресс, их привычка полагаться на послушные им «массы», а также сервильная готовность вхождения в неконтролируемый аппарат были тремя сторонами одного и того же.

Система Фурье. Гранвиль, 1844.

На смешение прогресса и человечества обращал внимание Адорно: если прогресс становится телосом человеческой деятельности, то человечество превращается в средство для достижения прогресса. Вера в прогресс отождествляет технический прогресс с моральным, она «…восприимчива лишь к прогрессу покорения природы, но не к регрессу общества» (XI тезис). Понятие прогресса и практика социального реформизма фундаментально связаны с концепцией труда и, соответственно, с отношением к природе. В XI тезисе, основные положения которого уже содержались в эссе об Эдуарде Фуксе, Беньямин нападает на «коррумпированное понятие труда» социал-демократов (Дицген), воскресившее в секуляризованной форме протестантскую этику, и имплицитно полемизирует с Вебером. Проблема не в избавительной силе труда как таковой (протестантское установление Царства Божия на земле с помощью труда), а в превращении труда в фетиш с собственной логикой развития, независимой от воли человека. Культ труда как спасителя приводит к бесконечной эксплуатации природы во имя социально-экономического развития, что прямо связано с возникновением «технократической» ментальности (фашизм), превращающей отношения между людьми в овеществленные и инструментальные рефлексы. Фашизм, таким образом, не является анахронизмом из прошлого, а глубоко укоренен в современном индустриальном и техническом прогрессе, и потому возможен только в XX веке (VIII тезис). Беньямин противопоставляет труду как производству благ и эксплуатации природы взгляды Шарля Фурье, которые обнаруживали «поразительно много здравого смысла» (XI тезис). У Фурье труд основан на модели детской игры и в конечном счете направлен на «улучшение природы» (французский утопист представлял Землю большим садом).
В «Пассажах» Беньямин связывал понятие прогресса с идеей катастрофы («катастрофа есть прогресс, прогресс есть катастрофа») и планировал объяснить эту связь в «Тезисах». Здесь Беньямин следовал иудаизму и ссылался на Августа Стриндберга: ад не есть то, что нас ожидает, а жизнь здесь и сейчас. Согласно Ф. Пруст, идея перманентной катастрофы проистекает из постоянной неудачи человека остановить причиняемое им разрушение; катастрофа есть суть самой историчности, она всегда убегает от нас в прошлое. В эпоху модерна катастрофа обнажается и ускоряется, становится очевидной. Парадоксальное время модерна есть время без единства, преемственности или памяти; это время ницшеанского вечного возвращения того же самого в новом, вечного повторения нового удара или шока (главным примером является мода). Логика катастрофы в модерне так же неумолима, как логика судьбы у древних, хотя и выглядит иначе. Принцип разрушения и насилия в скрытой форме находится в центре модерна; модерн постоянно находится в кризисе, поскольку не может установить связь с подлинной традицией (фундаментальная проблема Беньямина). Опыт этой катастрофы бесполезно передавать на языке традиции (неудача Кафки). В мире модерна — гомогенном и закрытом времени вины и наказания, времени вечного повторения мифа, — древнее понятие судьбы превратилось в закон.
Катастрофа есть статус-кво, постоянное условие настоящего до революционного вмешательства. С ощущением непрерывной катастрофы связана идея постоянного чрезвычайного положения. Беньямин пересматривает понятие Карла Шмитта (чрезвычайное положение как средство для поддержания власти суверена в условиях чрезвычайных обстоятельств) для критики текущей ситуации. Позиции в борьбе с фашизмом (порождением модерна) можно улучшить, только если — вопреки самодовольству социал-демократов и их «вере в прогресс» — понимать историю как катастрофу: чрезвычайное положение есть правило (VIII тезис).

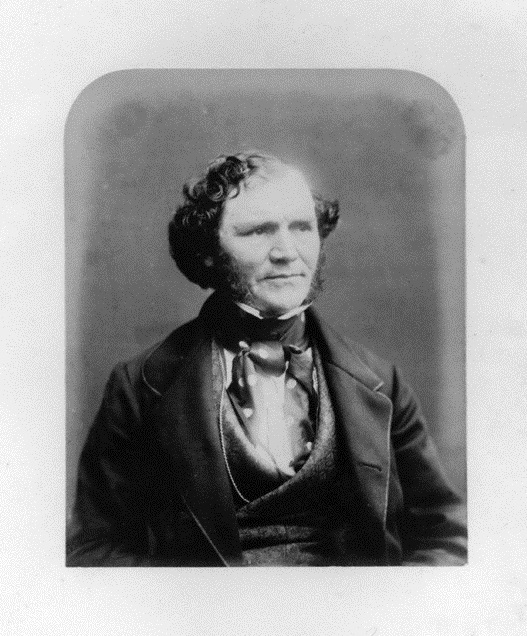
Леопольд фон Ранке

### Критика историзма
Согласно Беньямину, всемирная история есть пространство победителей и угнетателей; они господствуют и в историографии, провозглашающей последовательное течение истории. В историзме история является не полем битвы, а представляет «триумфальное шествие победителей». Нарратив историзма — будь то человек Просвещения или всемирная история Гегеля — соединяет триумфальную процессию прошлого и настоящего со случайной, насильственной и даже варварской «нормой» — прогрессом. Вершиной победоносного шествия является фашизм.
«Атака» на историзм осуществляется в VI и VII тезисах и достигает кульминации в призыве «чесать историю против шерсти». Беньямин критикует объективистский метод немецкой исторической школы XIX века (Леопольд фон Ранке, Генрих фон Трейчке, Фридрих Мейнеке): во-первых, доступность исторической истины (V тезис); во-вторых, наличие «вечного» образа прошлого (XVI тезис); в-третьих, идею о том, что прошлое можно познать, «каким оно было на самом деле» (в VI тезисе Беньямин цитирует Ранке). В познании «подлинного прошлого» историзм присваивает и овеществляет историю. Историзм, следовательно, есть порождение объективистского взгляда на историю и, одновременно, апология, защита прошлого, форма отношения к прошлому; она зависит от допущения, что все произошедшие события являлись разумными или рациональными с точки зрения их собственного контекста. Беньямин связывает объективность знания о прошлом с идеей прогресса. Как полагал Вернер Хамахер, для автора «Тезисов» историзм является аисторической концепцией истории, в ней предполагается, что история уже есть и будет; тем самым историзм повторяет субстанционалистскую теологию, лишь заменяя необходимость, неизменность и достоверность Бога позитивностью исторических фактов.
Предполагаемая объективность и рациональность историзма скрывают фундаментальную пассивность, поскольку проистекают из эмпатии (сопереживания) к победителям и меланхолии, основанной на «лености сердца» — acedia (уныние). В «Происхождении немецкой барочной драмы» Беньямин связывал меланхолию и уныние с представлениями о всесилии судьбы . Согласно Таубесу, критика acedia — одного из главных грехов в христианстве — сближает Беньямина с Августином и Отцами Церкви, их возражением античной традиции (Платон и Аристотель). Для христианства праздность, леность или меланхолия не могут быть высшим принципом человеческой жизни, поскольку они, в отличие от спасения, остаются лишь уделом немногих и не доступны всем человеческим существам; позиция Беньямина оказывается, по Таубесу, глубоко христианской. Внешне историзм противостоит меланхолии, но его попытка «овладеть» прошлым, «овеществить» прошлое основана на меланхолии. В VII тезисе Беньямин иллюстрирует связь между меланхолией и эмпатией цитатой из Флобера — «Немногие догадаются, сколько мне потребовалось печали, чтоб воскресить Карфаген».

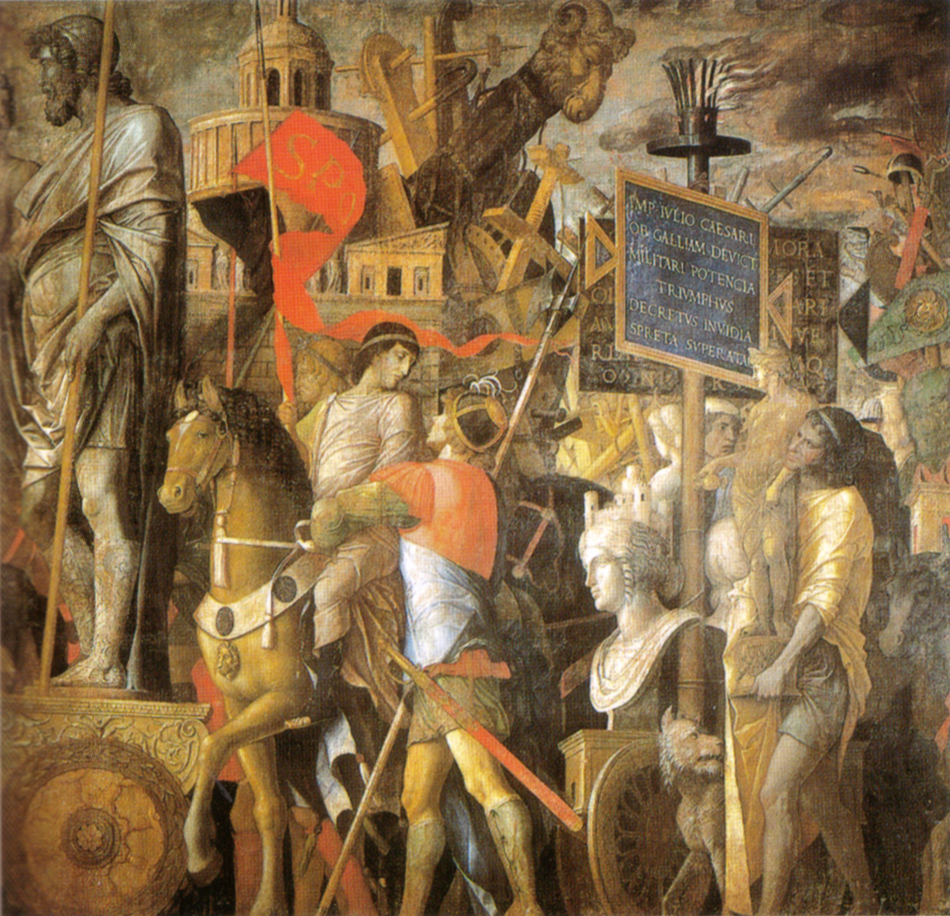
Знаменосцы. Андреа Мантенья, полиптих «Триумфы Цезаря», между 1486 и 1505 гг.

Эмпатия сама по себе не плоха, но таит опасность соглашаться с теми, кто правит, с триумфаторами. Историк, который думает, что проник в реальность прошлого через эмпатию, подчиняется в той или иной степени сознательному желанию ассоциировать себя с победителями. Поэтому «нейтральный» историк, якобы имеющий доступ к «настоящим» фактам, лишь укрепляет взгляды победителей — королей, пап и императоров всех времен. Таким образом, риторика объективности историзма на деле служит господствующему классу: любой образ прошлого всегда вписан в какую-либо конфигурацию власти. Историзм служит господствующему порядку, поскольку считает его закономерным и рациональным результатом предшествовавшей истории, то есть встает на точку зрения победителей. Точно так же страдания и насилие прошлого в риторике прогресса идеологий коммунизма и национал-социализма признавались необходимыми и оправданными. Коммунизм основан на «вульгарном» понятии марксизма, который оправдывал насилие как необходимое средство для осуществления бесклассового общества. Фашизм — на догматической форме историзма, которая постулировала существующие отношения власти единственно возможным исходом истории, эквивалентом рока или судьбы.
Добычей победителей являются культурные ценности прошлого: их владельцами всегда оказываются те, кто правят в настоящем; все они — наследники тех, кто когда-то победил. Для Беньямина варварство и цивилизация — это две стороны одной медали, в отличие от философии Просвещения, где они являются двумя этапами исторической эволюции. Объекты культуры имеют совсем иной смысл, чем тот, который мы им обычно приписываем. Доступные взгляду историка культурные ценности

…неизменно оказываются такого происхождения, о котором он не может думать без содрогания. Это наследие обязано своим существованием не только усилиям великих гениев, создававших его, но и подневольному труду их безымянных современников. Не бывает документа культуры, который не был бы в то же время документом варварства.

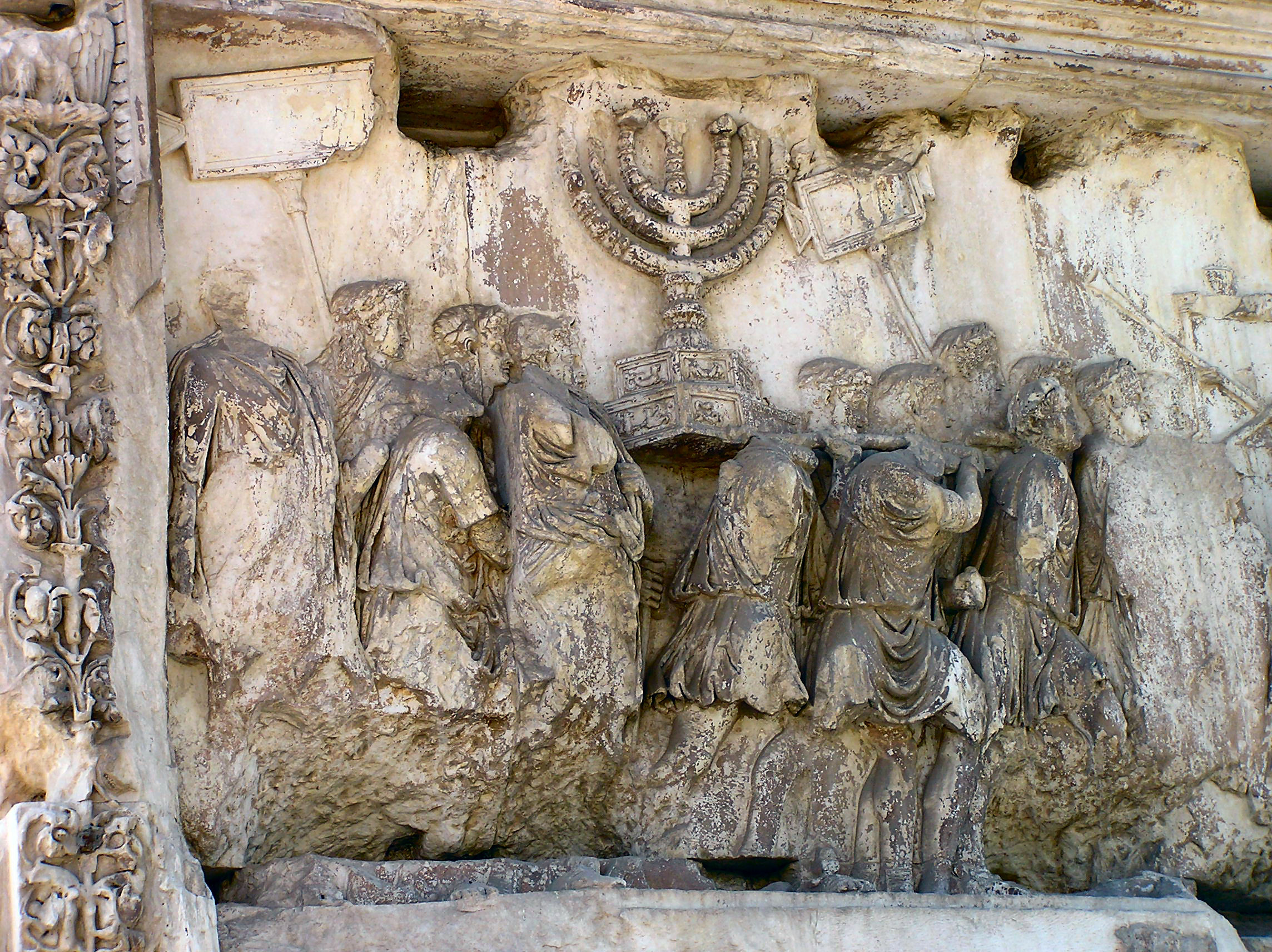
Триумфальное шествие. Триумфальная арка Тита, фрагмент

Представление феноменов прошлого в историзме как культурных ценностей или культурного наследия есть соучастие с традицией, и, следовательно, форма варварства . Передача культурного наследия от победителей к их потомкам превращают традицию и культуру в «инструмент господствующего класса» (VI тезис). Яркий пример — архитектурные памятники античности. Триумфальные арки, от античности до наших дней представляют, одновременно, монументы культуры и насилия. В «Берлинском детстве на рубеже веков» Беньямин описывал детские воспоминания о колонне Победы на Королевской площади в Берлине, мозаика которой представлялась ему иллюстрацией дантовского ада. Схема победоносной процессии и накопления культурных ценностей возможна только при омертвлении и обессиливании прошлого, которое лишается возможности влиять на настоящее. Такой подход делает однородным историческое время, поэтому Беньямин связывает глобальный нарратив историзма с «гомогенным и пустым временем».
Господству историзма может противостоять подлинный исторический материализм — политический мессианизм «прерывистой» философии истории, основанной на образах опасности и избавления. В заметках к «Тезисам» Беньямин выделял три мотива материалистической концепции истории: прерывность исторического времени; разрушительная сила рабочего класса; традиция угнетённых. Если господствующая история и историография — это история победителей, то мессианский материализм должен встать на точку зрения угнетённых, плыть против течения, взрывая континуум истории. Исторический материалист должен конструировать историю как дисконтинуум, противоположная историзму «идея разрыва есть основа подлинной традиции» (заметки к «Тезисам»). Согласно Д. Маккоулу, данный тезис предполагает сложную антиномию и переплетение элементов прерывистости и преемственности, поскольку нарративы прогресса и вечного возвращения не могут схватить всю сложность модерна и традиции.

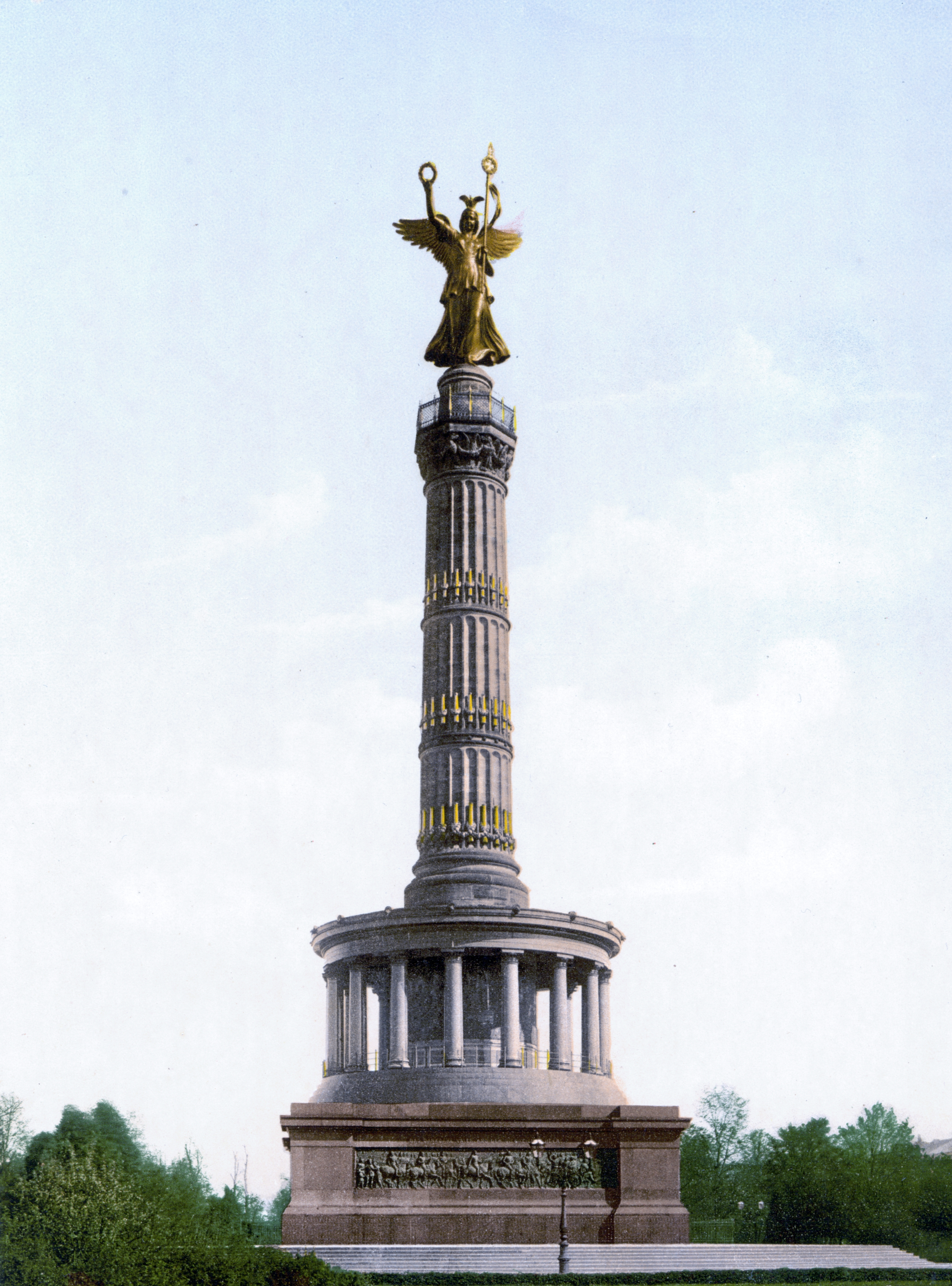
Колонна Победы (Берлин). Около 1900

В отношении к умозрительному историзму и непрерывному прогрессу автор «Тезисов» сближался с такими мыслителями «консервативной революции», как Карл Шмитт, Людвиг Клагес или Мартин Хайдеггер. Отмечалось, что в «Тезисах» Беньямин трансформировал элементы консервативно-революционной критики модерна, чтобы поставить их прозрения на службу левой антифашистской политической повестке. Помимо близости к Хайдеггеру, также понимавшему историю в терминах прерывистости и внезапности, а не последовательности, критика историзма перекликается с более поздними подходами (например, Луи Альтюссер), которые отвергали как прогрессистские, так и релятивистские представления об историческом времени. По Таубесу,  Хайдеггер ориентируется на изначальное человечество, для Беньямина мерой является человечество, достигшее избавления; у Беньямина онтологизация истории не столь явная, как в историчности Хайдеггера. По мнению П. Осборна, Беньямин, в отличие от Хайдеггера и Альтюссера, считал историзм не теоретической или экзистенциальной позицией, а ответом на кризис, компенсаторной реакцией на специфическую дилемму — слом традиции. В результате историзм проецирует абстрактную темпоральность модерна на историю как целое и устанавливает преемственность исторического времени.
Беньямин отвергает позитивистский критерий Ранке: историк всегда вынужден выбирать неполные и фрагментированные образы прошлого, находясь в конкретной ситуации настоящего. Во-первых, если не соотносить значимость прошлого с настоящим, то история будет лишь бессмысленным набором фактов; во-вторых, не может быть подлинно «всемирной истории», справедливой ко всем моментам времени, до избавления всего человечества. Согласно III тезису,

…ничто из единожды происшедшего не может считаться потерянным для истории. Правда, лишь достигшее избавления человечество получает прошлое в свое полное распоряжение.
Символом подлинного написания истории и образцом для историка-материалиста выступает летописец или рассказчик, предвосхищающий момент избавления. Летописец не различает «великие и малые события», а пересчитывает все души, как слабых, так и сильных мира сего; ложь историзма в том, что не рассказано, историзм всегда проводит селекцию. Хроника, напротив, есть докаузальное описание, в котором нет селекции. Вместе с тем, полная хроника человечества не может быть рассказана до избавления, поэтому историк-материалист должен вершить справедливость по отношению к прошлому, понимая, что он всегда выбирает лишь его отдельные фрагменты.
Подлинный образ прошлого можно артикулировать в момент политической опасности, угрожающей как настоящему, так и прошлому — традиции угнетённых, которая может попасть в руки господствующего класса (VI тезис) . Ни прошлое, ни мертвые не свободны от врага, чьи победы дали право определять прошлое. С помощью присутствия духа (Geistesgegenwart) историк должен уловить уникальный и хрупкий момент спасения и вырвать прошлое у сил конформизма. В VI тезисе Беньямин пишет:

В каждую эпоху необходимо вновь пытаться вырвать традицию у конформизма, который стремится воцариться над нею. Мессия ведь приходит не только как избавитель; он приходит как победитель антихриста. Даром разжечь в прошлом искру надежды наделен лишь историк, проникнувшийся мыслью, что враг, если он одолеет, не пощадит и мертвых. А побеждать этот враг продолжает непрестанно.
Беньяминовский акцент на политизации прошлого, памяти и образах (не позволявших разделить науку и идеологию) вызывал неоднозначное восприятие из-за опасности «оруэлловского» переписывания истории — и Гитлер, и Сталин использовали прошлое для своих целей. Греффрат заключала, что подход Беньямина не является «единством различий», а ведёт к единству, которое служит «единой линии партии» (сталинизм). Жижек отмечал поверхностное сходство со сталинистской позицией — рассмотрением истории с перспективы конца; однако у Беньямина между угнетёнными и угнетателями существует неустранимая асимметрия, связанная с различным восприятием времени. Господствующий класс всегда уже имеет свой нарратив («линию») и неизменную конечную истину для прошлого и будущего, тогда как угнетённые не обладают монополией на истину, их хрупкий образ прошлого всегда под угрозой уничтожения.

Огюст Бланки в тюрьме Венсенского замка, 1849.

В идее прерывности истории Беньямин частью следует «Восемнадцатому брюмера Луи Бонапарта» Маркса, революция как прерывание континуума истории согласуется с идеей о конце предыстории человечества и начале подлинной истории. Для обоих мыслителей революции не вытекают из содержания предшествующей истории. В «Тезисах» нет прямой критики основателя марксизма (более того, Беньямин весьма вольно приписывает Марксу собственные позиции в полемике с социал-демократами), однако в заметках автор в одном месте полемизирует с Марксом: революция является не локомотивом, а стоп-краном истории. Если у Маркса память о несправедливостях и неудачи прошлых революций связаны с обещанием прогресса и победы в будущем, то у Беньямина надежда приходит не из будущего, а из побежденного прошлого, которое сопротивляется господству победоносного врага. «Французская революция понимала себя как возвращение Древнего Рима» (XIV тезис), что также является скрытой полемикой с «Восемнадцатым брюмера». В отличие от Маркса, Беньямин не считает обращение к прошлому простой эстетикой, свойственной буржуазным революциям. Если рабочий класс хочет остаться носителем исторического знания, он должен обратить внимание на «образ угнетенных предков», а не удовлетворяться иллюзией об освобождении внуков (XII тезис). Необходимо освободить и спасти не будущие (как думали социал-демократы), а прошлые поколения. Задача рабочего класса — создать бесклассовое общество здесь и сейчас.
Субъект, который творит историю — сам угнетённый рабочий класс, согласно наброскам к «Тезисам», не являющийся трансцендентальным субъектом. Рабочий класс Беньямина воплощает страдания, опыт слабости и маргинальное положение, в отличие от Маркса, у которого пролетариат становится субъектом истории, когда освобождается от цепей. Это также «мстительный класс», который должен вновь научиться «ненависти и готовности к жертвам» (XII тезис), чтобы «взорвать континуум истории». Опыт угнетённых олицетворяют забытые к 1940 году фигуры революционера-неудачника XIX века Огюста Бланки и спартакистов (Роза Люксембург и Карл Либкнехт). Социал-демократы «вытравили из памяти» имена стойких к ловушкам прогресса подлинных революционеров, носителей ненависти к фашизму, духа жертвенности и мстительности, направленной на борьбу с причинами угнетения и несправедливости; Бланки и спартакисты в версии Беньямина оказываются, наряду с Фурье, настоящими противниками «имперского Антихриста» (Вторая империя или Третий рейх). Во французском варианте XII тезиса Беньямин добавляет, что его поколение оставляет потомкам образ побежденного поколения.

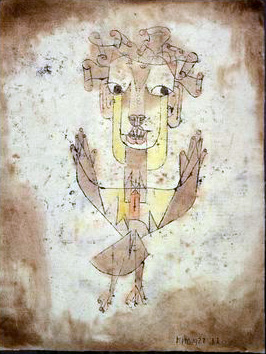
Angelus Novus. Пауль Клее, 1920

## Ангел истории
Аллегорический образ ангела истории, смотрящего на гору руин и уносимого бурей прогресса, занимает центральное место в «Тезисах». Эта, вероятно, наиболее известная часть работы, «фокальная точка размышления» (Шолем), часто понимается как метафора всего «образа истории», центральный элемент философии истории Беньямина. Ангел истории подробно изучался с биографической и филологической точек зрения.

### История. «Angelus Novus»
Ангелические мотивы очаровывали Беньямина и его друга Шолема. Благодаря Шолему Беньямин познакомился с каббалой и творчеством Франца Розенцвейга, что помогло связать иудаизм и философию. Связь воплощалась в образе ангела. Уже в раннем эссе «Метафизика юности» (1913) «плач над утратой», вероятно, предвосхищает ангела истории. В 1920-е годы ангел появляется в «евангелических» критических текстах Беньямина; образ выражал не благую весть, а катастрофу, грехопадение, упадок или разрушение; опыт утраты, исчезновения, шока. В «Происхождении немецкой барочной драмы» Беньямин анализировал гравюру Дюрера «Меланхолия», на которой изображен ангел. В «Берлинском детстве на рубеже веков» упоминается «ангел Рождества». В 1933 году Шолем послал Беньямину написанную от лица ангела поэму, в центре которой был безликий «посланник небес», полуангел-получеловек, готовый «отвернуться» от «вневременного времени»; не символ, а чистый смысл. В ответе Шолему Беньямин вежливо написал, что «язык ангелов имеет тот недостаток, что мы не можем на него ответить». Важным мотивом из Талмуда было возвышение и исчезновение ангела перед лицом Бога — эти идеи довольно далеки от классической христианской ангелологии. В псевдоавтобиографическом эссе «Agesilaus Santander» (1933) Беньямин писал:

Каббала рассказывает, что Господь каждый миг творит сонмы новых ангелов, предназначение каждого из которых — одно мгновение петь хвалу Господу перед его престолом, чтобы потом раствориться в Ничто.
Однако главным источником вдохновения образа ангела истории стала картина художника-авангардиста Пауля Клее «Angelus Novus» (1920). Беньямин всегда интересовался современным изобразительным искусством (Кандинский, Шагал и др.) В марте 1921 года он посетил выставку работ Августа Макке, а в апреле — выставку Пауля Клее в Берлине, где впервые увидел небольшую картину в смешанной технике (акварель и масло), которая сильно его взволновала. Через месяц Беньямин за тысячу марок (4 доллара) приобрел картину, пока гостил у Шолема в Мюнхене. Беньямин хранил картину всю жизнь. По воспоминаниям очевидцев, после покупки Беньямин «вел себя так, как будто получил что-то чудесное». В 1921 году картина некоторое время висела в мюнхенской квартире Шолема, а после его отъезда в Палестину (1923) особым образом связывала двух друзей. Картина стала страстью Беньямина и, согласно Шолему, играла важную роль в его последующих размышлениях. Беньямин проецировал на рисунок различные мотивы, от собственной несчастной любви до коллективного опыта катастрофы войны. Беньямин считал картину образцом «наивной» эстетики, лежащей в основе модернизма, а в начале 1920-х годов даже собирался издавать журнал под названием «Angelus Novus».
Кисти Пауля Клее принадлежит около полусотни ангелических картин и рисунков. Картина «Angelus Novus» размером 24 на 32 см выполнена в красно-коричневых тонах. На ней изображен испуганный персонаж с поднятыми руками, который, вероятно, сдаётся на поле боя. Руки и спина напоминают разные части оригами: руки, очевидно, являются крыльями ангела. Ноги и руки похожи на крылья и лапы птицы и как будто оснащены отверстиями орудий или механическими деталями; по бокам — одеяние из картона или металла, напоминающее хвост птицы или самолёта. Верхняя часть фигуры крупнее нижней, голова таких же размеров, что и туловище. Кудри как будто из металла или пергамента. Глаза широко расставлены, один глаз смотрит на зрителя, другой — в сторону. Нос напоминает дымоход парохода. В открытом рту — заостренные клыки . Согласно Шолему, Клее нарисовал посланника богов, хрупкого ангела, несущего весть, ангела из бумаги с кудрями-свитками. Другой версией является ангел войны, на что указывают стальные крылья, металлическая шевелюра, «пальцы-орудия», воинственная осанка, угрожающе искривлённый рот. Адорно обращал внимание на генеалогию картины, восходящую к серии рисунков Клее о Первой мировой войне, в частности, карикатуре на императора Вильгельма II — бесчеловечного «пожирателя стали». Адорно настаивал, что Angelus Novus — это ангел машины. Беньямин довольно вольно интерпретировал картину Клее, приписав ей многое из того, что трудно увидеть на рисунке. Вместе с тем, и Клее, и Беньямин отталкивались от опыта шока жизни модерна, оба не примирялись с реальностью, предпочитая показ обломков.
У Клее есть картина под названием «Angelus Novus». На ней изображен ангел, выглядящий так, словно он готовится расстаться с чем-то, на что пристально смотрит. Глаза его широко раскрыты, рот округлен, а крылья расправлены. Так должен выглядеть ангел истории. Его лик обращен к прошлому. Там, где для н а с — цепочка предстоящих событий, там о н видит сплошную катастрофу, непрестанно громоздящую руины над руинами и сваливающую все это к его ногам. Он бы и остался, чтобы поднять мертвых и слепить обломки. Но шквальный ветер, несущийся из рая, наполняет его крылья с такой силой, что он уже не может их сложить. Ветер неудержимо несет его в будущее, к которому он обращен спиной, в то время как гора обломков перед ним поднимается к небу. То, что мы называем прогрессом, и есть этот шквал.
В эссе «Карл Краус» (1931) ангел Клее упоминается как ангел, который, чтобы освободить людей, предпочел отнимать у них, а не давать им. В псевдоавтобиографическом эссе «Agesilaus Santander» Беньямин писал о двух тайных нееврейских именах, которые ему дали родители при рождении, чтобы он мог их использовать в качестве писательских псевдонимов (в момент написания только установилась нацистская диктатура). Одно из этих двух имен, якобы управлявших его жизнью, — «Новый ангел» с картины Клее, ангел-хранитель Беньямина.

### Интерпретации

#### Подход Шолема и его критики
Весьма влиятельным был подход Шолема, считавшего, что ангел-хранитель Беньямина (тайное имя каждого человека из талмудической традиции) к моменту написания «Тезисов» превратился в библейского ангела-посланника из рая, возвещавшего о катастрофе, ожидавшей человечество. Так появился ангел истории, стоящий между прошлым и будущим. Согласно Шолему, во многом автобиографический образ меланхолического ангела, сломленного историей, отражал пессимизм Беньямина в 1940 году.
Шолем считал, что ангел истории воплощал Страшный суд и разрушение. Согласно Шолему, Беньямин следовал лурианской каббалистической доктрине тиккун — мессианскому завершению истории и восстановлению первоначальной божественной гармонии, разрушенной Швират ха-келим. Чем дальше ангел уносится от рая, тем выше гора руин: между грудой обломков и раем возникает мистическая связь, хотя они находятся по разные стороны исторического континуума. Это описание хода истории как «руин над руинами» напоминает «конец истории» в лурианской каббале, в которой уничтожение исторической жизни (мирских ценностей) в катастрофах или стихийных бедствиях указывает на путь к спасению. Шолем подчёркивал, что в иудейском мышлении катастрофа и избавление взаимосвязаны: катастрофа содержит в себе возможное избавление. В своей избавительной миссии ангел должен был остановить бурю, излечить раны, пробудить мертвых и собрать обломки. Однако ангел потерпел неудачу, возможно, потому, что пытался присвоить себе задачу мессианского восстановления мира (тиккун). Шолем отмечал, что в каббале именно Мессия, а не ангел, осуществляет избавление. Шквал прогресса не позволяет ангелу выполнить свою миссию; ангел больше не поет гимны. Беньямин пытался разделить задачи между потерпевшим неудачу ангелом и Мессией, который преуспеет. Поэтому вместо ангела мир должен восстановить Мессия, который появляется в последнем тезисе. Согласно Шолему, Беньямин воплотил в IX тезисе циклическую концепцию истории:

Рай является одновременно истоком, первобытным прошлым человека и утопическим образом будущего в избавлении — это циклическая, а не диалектическая концепция исторического процесса.
Шолем связывал авторскую интерпретацию Angelus Novus с ангелом из «Agesilaus Santander», чей светлый образ скрывал темные, демонические черты, «тайное имя» — Angelus Satanas. Этот ангел, согласно Шолему, был подлинной Сатаной, падшим ангелом, разрушавшим Беньямина, который в своей трактовке обращал внимание на явно сатанинские элементы — когти и острые крылья. Подтверждением может служить и то, что в любой библейской традиции ангел, покинувший рай вместе с человеком и пытающийся изменить ход истории — это падший ангел. Шолем и его последователи считали, что сатанинский аспект проистекает не из иудаизма, а из восхищения Бодлером, центральной фигурой проекта Беньямина о парижских пассажах в 1930-е годы. Помимо Бодлера, с его «машинерией разрушительных сил», источником вдохновения Беньямина, по мнению Отто-Карла Веркмейстера, мог быть российский революционер-террорист Сергей Нечаев, изображенный в «Бесах» Достоевского, упоминавшийся в набросках к «Тезисам». Ангел Беньямина сравнивался с «ангелом уничтожения» Роберта Музиля, который использовал эту метафору в 1935 году. Как считал Шолем, сатанинский «Agesilaus Santander», слегка изменившись, превратился в ангела истории, в котором усилены аспекты катастрофы и бури; немедленного действия вместо ожидания.

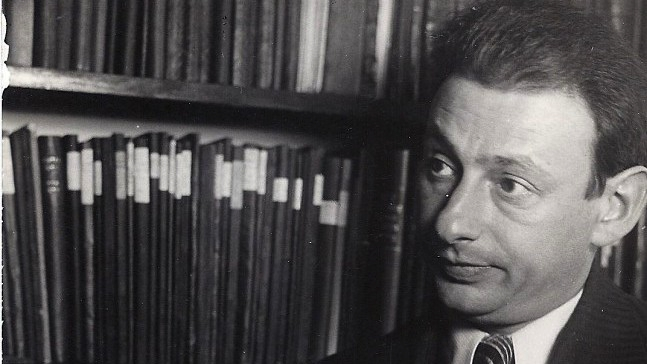
Гершом Шолем (1935)

Подход Шолема подвергался критике, в частности, за чрезмерную деполитизацию текста Беньямина. Многие комментаторы отрицали теологический смысл ангела истории или функцию посланника. Так, Тидеманн писал, что ангел символизирует человеческие отчаяние и ужас перед лицом бесчеловечности истории, которую невозможно интерпретировать. Поэтому ангел безмолвен, ему больше нечего сказать человечеству. Тидеманн отвергал подход Шолема: в тексте нигде не указано, что ангел послан Богом, хотя ветер и дует из рая. С этой точки зрения, «рай» для Беньямина — утопия, имеющая корни в иудейском мессианизме и марксистской надежде на царство свободы. Единственный путь в прошлое лежит сквозь утопическое будущее, а единственный путь в будущее — через прошлое. Только благодаря утопической силе мечты человечество может двигаться вперед. Подвергалась сомнению и меланхолическая и сатанинская природа ангела. С этой точки зрения, ангел истории противостоит «ангелу меланхолии» Дюрера, рассмотренному Беньямином в «Происхождении немецкой барочной драмы». Агамбен связывал ангела истории не с меланхолическими мотивами, а с проблематикой «Теолого-политического фрагмента» — отношением между профанным счастьем и мессианским избавлением, фундаментальной для Беньямина проблемой человеческой истории. Ангел истории — ангел счастья и избавления, место встречи профанного и мессианского. Агамбен считал, что ангел имеет отношение не к Сатане, а, напротив, к любви (Эросу). Крылатая женская фигура с когтями встречается в европейской иконографической традиции начиная с Плутарха. Согласно Агамбену, ангел Беньямина восходит к древнегреческому даймонию (Эрос у Платона), он обладает не только разрушительной, но и освободительной силой. Согласно психоаналитическому прочтению Беньямина, в ангеле истории переплетены сатанизм Бодлера и теология, сексуальность и феминные архетипы, ангелический андрогин и сексуальный фетишизм, мужское бессилие и красота разрушения, «жуткое» Фрейда и насилие ангела. По Веркмейстеру, революционное разрушение остаётся делом брутального исторического материалиста, бесполый ангел истории хочет воскресить мертвых.

#### Образы и языки описания. Фрагментация истории

Мессия вступает в Иерусалим. Пражская Агада (1526).

В IX тезисе Беньямин описывает и интерпретирует картину Клее, явно разграничивая точку зрения ангела и позицию зрителя: зрители не видят то, что видит ангел, их восприятие не совпадает с восприятием и желанием самого ангела («хотел бы»). Лингвистическая конструкция тезиса включает повелительное наклонение: ангел Клее «должен выглядеть» как ангел истории. Кайзер писал о трёх уровнях восприятия: взгляд читателя на историю, восприятие ангела и то, что образ на самом деле передаёт . З. Вайгель выделяла следующие дискурсы в тексте: пространственный («где мы видим»), телесный (лицо, ноги, спина), темпоральный («неудержимо», «пока гора обломков…»), мифический («рай») и историко-философский («прогресс»). Э. Лесли разделяет описание ангела Клее, аналогию между ним и ангелом истории и  представление читателя о том, что видит ангел. В тексте тезиса присутствуют три ангела: цитируемый Беньямином в эпиграфе ангел из поэмы Шолема, ангел с картины Клее и ангел истории. Аллегорическая структура замкнута — за цитатой из Шолема следует описание картины с помощью вербального образа, а интерпретация отсылает назад к рисунку. Ангел — эмблема картины, которой он является, то есть эмблема самого себя (Тимоти Бати). Комментаторы обращали внимание на парадокс: ангел лицом к прошлому неподвижен, несмотря на то, что он постоянно двигается и удаляется от катастрофы, всегда оставаясь лицом к читателю.
Ангел истории сравнивался с историческим материалистом, который фигурирует в «Тезисах». Одни авторы считали, что ангел противостоит историку (читателю), который неверно видит историю как цепочку событий. В отличие от историка, ангел видит катастрофу истории в целом. Другие критики, напротив, сближали ангела и исторического материалиста — «подлинного» историка. Косвенным подтверждением может служить то, что в заметках к «Тезисам» фигурировал «историк — пророк, смотрящий в прошлое». И ангел, и историк испуганы, оба обретают знание в момент опасности, хотя это не делает их тождественными друг другу.
По выражению Вольфарта, в образе ангела, как в «камере замедленной съемки», сконцентрирована вся история человечества. Ангел персонифицирует историю в апокалиптической сцене. По мнению Й. Бальфура, риторика персонификации во многом опирается на марксов анализ товара в «Капитале» и понятие овеществления в «Истории и классовом сознании» Дьёрдя Лукача. Презентация истории в виде лица, отмеченного мимолетностью, недолговечностью или даже смертью, присутствовала в «Происхождении немецкой барочной драмы» (согласно Беньямину, аллегории эпохи барокко отражали безутешную скорбь по людским бедствиям и страданиям в покинутом Богом мире), предвосхищая IX тезис:

…в аллегории faсies hippocratica истории простирается перед взором зрителя как окаменевший доисторический ландшафт.
Аллегория ангела разрушает привычный образ истории — гомогенное и пустое время, представление об истории как о процессии победителей. Вместо рационально познаваемой истории ангел наблюдает радикальную фрагментацию исторического опыта, причём он не может собрать фрагменты. Такой взгляд доступен историческому сознанию, которое раскрыло глубоко скрытый за иллюзиями прогресса смысл хода истории. В «Центральном парке» Беньямин писал, что «калейдоскоп следует непременно разбить». Написание истории, таким образом, есть аллегория и калейдоскоп, основанные на фрагментации, монтаже и конструировании. Согласно Р. Бейнеру, ангел истории выполняет избавительную функцию исторической рефлексии, поскольку спасает силу воспоминания, как и историк, который пытается сохранить веру в прошлое, выполняя таким образом революционное обязательство. Иной подход представлял Агамбен: хотя прошлое перед взором ангела уже нельзя собрать, прочитать или интерпретировать, именно в невозможности передачи содержания традиции, невыразимости прошлого лежит новая истина, которая может спасти человечество. По мнению Бальфура, поздний Беньямин пытался преодолеть тождество между историей и её нарративной формой: вместо повествовательной последовательности историзма в его версии история распадается на фрагменты и застывает в образах.

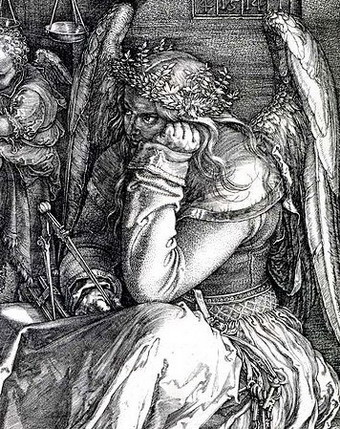
Женщина в обличье ангела с гравюры Дюрера «Меланхолия», 1514 (фрагмент).

#### Руины и буря. Бессилие ангела
На картине Клее глаза ангела широко открыты; согласно Беньямину, он в ужасе, напуган, потрясен тем, что видит. Ангел видит сплошную катастрофу там, где «мы» видим цепочку исторических событий с логикой и объяснениями. Отмечалась имплицитная конфронтация Беньямина с Гегелем, для которого «развалины прошлого» были необходимым этапом телеологического процесса развития Духа. Хотя Гегель и писал о «бойне, на которой приносятся в жертву счастье народов, государственная мудрость и индивидуальные добродетели», он отвергал «сентиментальные размышления» во имя конечной цели истории. Как отмечал Стефан Мозес, во «всемирном суде» Гегеля история судит человека, а у Беньямина, напротив, человек судит историю. По мнению Лесли, бесконечно растущая гора руин — исторические события, потерянные жизни, бесполезные вещи — показывает, как в начале XX века были преданы надежды XIX века на технический прогресс ; в 1921 году Беньямин сравнивал с руинами капитализм. Согласно Тидеманну, неясно, куда растет гора обломков и куда буря уносит ангела — в Царство Божие или иное место, в вечный ужас или царство свободы. По мнению Бальфура, катастрофа, которую видит ангел — это мы, читатель, который смотрит в будущее, однако сам уже является прошлым. Поэтому ангел не способен постигнуть историю, представляющую сплошную катастрофу, которая постоянно ускользает и исчезает. Как писал Дж. Хартман, катастрофа и надежда меняются местами: захватившая ангела вневременная катастрофа больше не локализована в прошлом, а надежда мистически помещается в прошлое, а не в эсхатологическое будущее.
Образ горы обломков находится вне лингвистической концептуализации — это изображение, картина, на которую можно только смотреть. Как отмечал Тидеманн, Беньямин ещё в 1920 году писал о чистом ужасе, в котором философский язык исчезает и заменяется имитацией, мимезисом. Картина показывает мимезис, хотя и несёт риск двусмысленности. Ангел не видит будущее за своей спиной — возможное избавление человечества, как и катастрофа истории, представляется в виде образа (картина Клее). Концептуализация означала бы исчезновение мессианского и его десакрализацию в языке, то есть профанацию (фетишизм в марксистских терминах). Будущее, следовательно, есть место абсолютной открытости. По мнению Ф. Швайгаузера, Беньямин не столько исходил из невозможности представления мессианского, сколько следовал теологическому запрету на изображения, в монотеистических религиях (иудаизм или христианство) направленному против языческого идолопоклонничества. Такой подход соответствует отказу Маркса подробно описать бесклассовое общество.
Шквальный ветер из рая отсылает к библейским сюжетам — грехопадению и изгнанию из Эдема, содержит аллюзии на Всемирный потоп и гибель Содома и Гоморры; отмечалась связь с ивритским словом ruah (ветер и дух). В письме к Шолему (1937) Беньямин называл «потопом» фашизм. С другой точки зрения, шквал представляет разрушительные аспекты революции, единственный способ привнести подлинный прогресс в руины истории. По ещё одной версии, буря символизирует философию истории эпохи Просвещения, которая оказывается концепцией власти и господства; библейская метафора изгнания из рая означает, что падший человек Просвещения пытался своими силами достичь счастья с помощью прогресса. Отмечалось и определённое противоречие: ветер дует из рая, однако мы считаем его прогрессом. Фридлендер писал, что совершить избавление ангелу мешает не сам прогресс, а «то, что мы называем прогрессом». Сама буря относится к чему-то божественному или абсолютному (шквальный ветер дует из рая). Однако мы принимаем её воздействие за прогресс, поскольку находимся спиной к буре (лицом к ангелу) и лишь чувствуем, как она толкает нас в будущее. Непреодолимость и неизбежность бури показывает, что для идеологии конформизма прогресс представляется «естественным» явлением, управляемым законами природы (Леви).

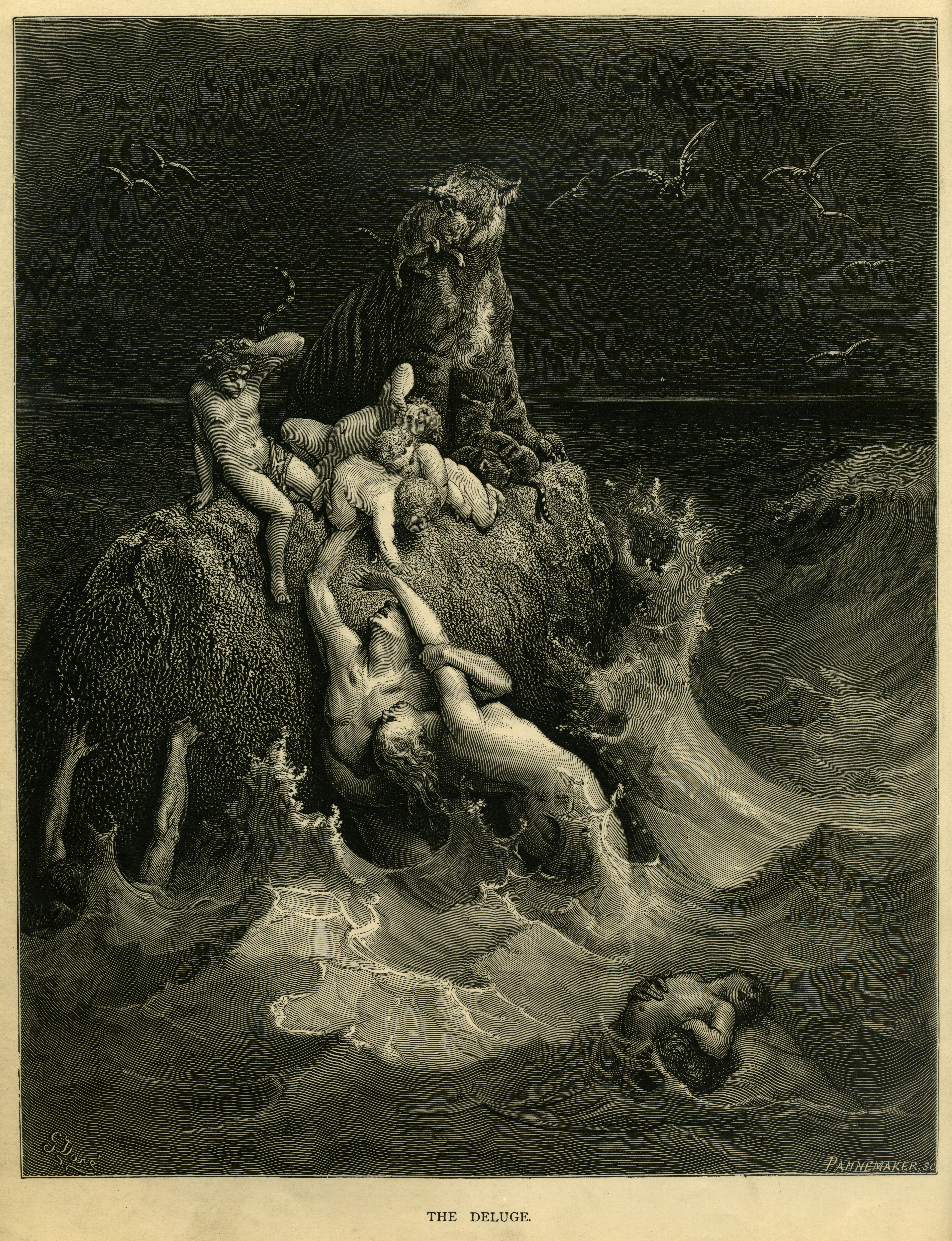
Всемирный потоп. Гюстав Доре, 1865

Отдельным вопросом, привлекавшим внимание комментаторов, было бессилие ангела. С одной стороны, шквал уносит потерпевшего неудачу ангела истории так, что он не может управлять собой и своим движением. Ангел слаб или даже бессилен, поскольку подчинен имманентности истории (позиция Шолема) или потому, что является марионеткой теологии (версия Хабермаса). Арендт писала, что ангел истории воплотил образ фланёра из эссе Беньямина о Бодлере. Бездельника-фланёра, бесцельно гуляющего по городу, захватывает и несёт толпа; точно так же ангел истории, видящий только растущие руины прошлого, уносится шквалом прогресса спиной к будущему. С другой точки зрения, трансцендентный ангел, пророк настоящего, несмотря на свою пассивность, излучает силу, поскольку видит то, что недоступно историзму. Ангел пытается уйти от катастрофы, хотя её уже нельзя предотвратить. Он не примиряется с реальностью, а отстраняется от неё, пытается «поднять мертвых» и «слепить обломки». По мнению Вольфарта, хотя Беньямин был убежден, что неотвратимость прогресса — это катастрофа, он не был луддитом, не осуждал однозначно технический прогресс. Поэтому овладеть силой ангела истории всё-таки возможно и, таким образом, вернуть его назад. Агамбен, рассматривая вопрос о том, что произойдет, если ангел истории вдруг остановится, радикально сближал в данном пункте Беньямина с Марксом, для которого история течет лишь затем, чтобы человечество могло расстаться с прошлым.

## Мессианизм. Время. Политика

### Счастье и избавление

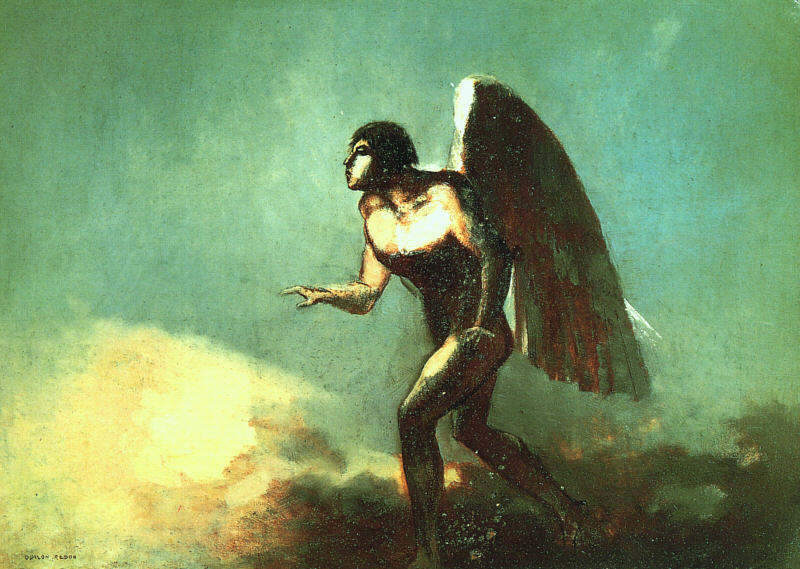
Падший ангел. Одилон Редон, ранее 1880

Мессианские мотивы проходят через всё творчество Беньямина. В эссе «Теолого-политический фрагмент» (1921) Беньямин использовал образ противоположно нацеленных стрел: одна — на профанный порядок счастья (история) и другая — на мессианский порядок (Царство Божие). Только Мессия завершает историю и создаёт её отношение к мессианскому: Царство Божие есть не цель истории, а её конец. Уже в этом фрагменте Беньямин порывает с теологической или прогрессистской концепцией Царства Божия как исполнения истории (Кант или Герман Коген). Профанно-исторический порядок не может отсылать к мессианскому порядку, поэтому его следует построить на идее счастья (Glück), а не на божественной или мессианской. В свою очередь, идея счастья не является телосом (регулятивная идея Канта или либеральный утилитаризм в Декларации независимости США), дополнением к существованию или эмоциональным состоянием. Скорее это принятие земного удела, осознание бренности мирской жизни, случайность и быстротечность самого счастья, счастливый случай. В других ранних работах диалектика счастья — это отношение между уникальностью нового опыта и возвратом к уже испытанному, к «тому-же-самому» (одна из метафор — оппозиция гимна и элегии). Примеры диалектики уникального и повторяемого, мгновения и вечности Беньямин находил в доктрине вечного возвращения у Ницше и Бланки. Мимолетность счастья описывалась в эссе о Прусте (1929), фрагменте «Agesilaus Santander» и в эссе «О некоторых мотивах у Бодлера» (метафора падающей звезды).
Во II тезисе Беньямин пишет:

…образ счастья, нами лелеемый, насквозь пропитан временем, в которое нас определил ход нашего собственного пребывания в этом мире. Счастье, способное вызвать нашу зависть, существует только в атмосфере, которой нам довелось дышать, у людей, с которыми мы могли бы беседовать, у женщин, которые могли бы нам отдаться. Иными словами, в представлении о счастье непременно присутствует представление об избавлении. С представлением о прошлом, которое история выбрала своим делом, все обстоит точно так же. Прошлое несет в себе потайной указатель, отсылающий её к избавлению. Разве не касается нас самих дуновение воздуха, который овевал наших предшественников? разве не отзывается в голосах, к которым мы склоняем наше ухо, эхо голосов ныне умолкших? разве у женщин, которых мы домогаемся, нет сестер, которых им не довелось узнать? А если это так, то между нашим поколением и поколениями прошлого существует тайный уговор. Значит, нашего появления на земле ожидали. Значит нам, так же как и всякому предшествующему роду, сообщена с л а б а я мессианская сила, на которую притязает прошлое. Просто так от этого притязания не отмахнуться.
Беньямин расширяет индивидуальный психологический механизм счастья до масштабов истории, связывая счастье и избавление. Ключ к избавлению несёт в себе прошлое, а не будущее. Счастье в настоящем всегда связано с прошлым, поскольку основано не на том, что было на самом деле, а на упущенном счастье — не реализовавшейся возможности, которая вызывает зависть в настоящем. Счастье, следовательно, всегда существует как утрата или отсутствие, как открытая возможность для будущего, которая, однако, может быть навсегда упущена. Случайная возможность прошлого всегда имеет конкретно-историческое измерение, всегда направлена на кого-то, всегда интенциональна. Более того, история возможна только потому, что возможности прошлого не завершены. Прошлое может, таким образом, реализовать бесконечное количество новых возможностей, что ведёт к фундаментальной неопределённости, открытости будущего .
Термин «избавление» (Erlösung, соответствует ивритскому ge’ulah), имеющий единый теологический и политический смысл спасения и освобождения, скорее всего был заимствован Беньямином из книги Розенцвейга «Звезда спасения». С одной стороны, избавление есть проживаемый опыт настоящего, высвобождение упущенных возможностей счастья или неудач прошлого. Избавление не относится к революции в конце истории, мессианское проходит через историю и поколения. Мессия фрагментирован, он проявляется в мессианских «осколках» (Тезис А) и «искрах» (VI тезис) в настоящем, которые лишь похожи на Мессию. Иными словами, избавление «актуально», поскольку потенциально присутствует в любом мгновении как enérgeia, potenza или виртуальность мессианского. С другой стороны, избавление относится к полностью освобожденному человечеству (III тезис), когда всё прошлое станет видимым и прозрачным. В заметках к «Тезисам» Беньямин писал о «вечном свете», мессианском мире «всемирной и всеобъемлющей актуальности». Достигшее избавления человечество не возникает до конца истории — эта идея, согласно Таубесу, предполагает соприсутствие прошлого, настоящего и будущего (например, в божественном разуме) и не основана на опыте.

Мессия у врат Иерусалима. Агада из Мантуи (1568).

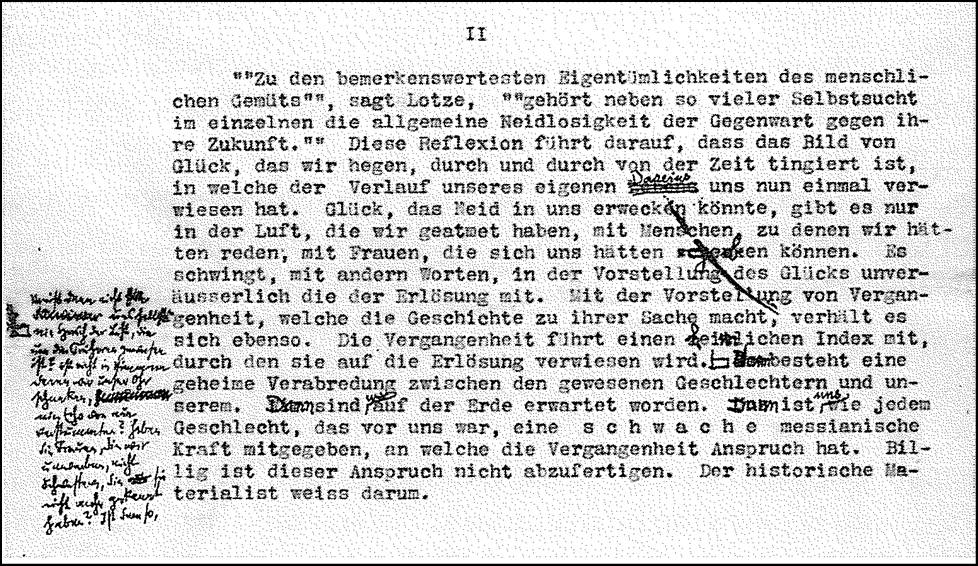
«Handexemplar». Тезис II

В III тезисе сравниваются проживание прошлого у спасённого человечества и Страшный суд, что сближает Беньямина с Кафкой, у которого линейная история заменяется «состоянием истории», «военно-полевым судом» в каждый день настоящего. Судный день, с одной стороны, уникален (как пришествие Мессии), а, с другой стороны, повторяется бесконечное число раз (Уильям Блейк и Кафка). В заметках к «Тезисам» Судный день, во-первых, определяется как «упрощенное судопроизводство» (Беньямин цитирует Кафку); во-вторых, «ничем не отличается от других дней»; в-третьих, является возможностью суда по отношению к любому моменту прошлого в любой момент настоящего (такой суд не находится в логике закона — наказания или воздаяния). Таубес отмечал, что Беньямин, хотя и двигается по кругу, инкорпорирует Страшный суд (перспективу конца времен) в само время; такой подход направлен против теологии или исторического материализма с их эсхатологией. Исходя из посылки, что каждый момент уже есть Судный день, Вольфарт заключал, что, поскольку у Беньямина опыт завершается своим собственным избавлением, мессианское и профанное не просто неразрывны, но и практически неразличимы.
Мессианское избавление часто трактовали как революцию в марксистском смысле: освобожденное человечество имеет сходство с бесклассовым обществом Маркса. Доказательством близости могут служить наброски к «Тезисам», где указывалась, что подлинно мессианским должно стать понятие бесклассового общества, ибо только так можно избежать ловушек «прогрессистской» идеологии. На основании заметок Лесли заключала, что главная цель «Тезисов» — спасение исторического материализма. Беньяминовское избавление в целом соответствует освобождению у Маркса, у которого человечество также является творцом истории, в противовес внешнему истории спасителю (Тидеманн, Китштайнер). Отмечалось и влияние иудаизма, в котором идея избавления не является логическим следствием или результатом предшествующей истории (Шолем) . Утопия проецируется в любой момент настоящего: для евреев «каждая секунда была маленькой калиткой, в которую мог войти Мессия» (тезис B), что явно отсылает к Евангелию от Матфея («Входите тесными вратами…») . Как и в иудаизме, у Беньямина нет хронологически понимаемого промежутка между настоящим и избавлением, мессианский порядок не проецируется в будущее . Освобожденное человечество Беньямина можно понимать как тетраграмматон (непроизносимое имя Бога) в иудаизме.
Избавление также рассматривалось в рамках триадической структуры: рай, грехопадение, избавление Историческое время — это время упадка после грехопадения; избавление есть требование возврата к истоку, обретение потерянного рая (тиккун или апокатастасис). С политической точки зрения революция тоже знаменует возвращение в рай (бесклассовое общество). В известной реконструкции Вольфарта беньяминовская схема рассматривалась в гегельянском контексте, в частности в связи с триадой Лукача из «Теории романа» (1916) — эпос (начало или тезис), роман (середина или антитезис, соответствующие отчуждению / грехопадению) и восстановление эквивалента эпоса в будущем (конец или синтез). Согласно Вольфарту, мессианское избавление Беньямина (третья стадия) охватывает всю предшествующую историю подобно гегелевскому снятию (Aufhebung) и, таким образом, предполагает возможность целого (всемирная история Гегеля). Вольфарт связывал затруднение Беньямина в различении второй и третьей стадий с проблемой визуализации, противоречием между желанием описать радикально иной (мессианский) мир и стремлением представить новый мир в терминах старого. До избавления невозможно понять историю в целом, она всегда противоречива и фрагментарна. Ключевые беньяминовские понятия — диалектический образ, Eingedenken, цитирование — остаются принципиально фрагментированными, образ целого — всего лишь мираж и иллюзия.
Специфическим указателем на целостность и одновременно на её отсутствие является понятие истока (Ursprung), которое, согласно Ж.-М. Ганьебен, противостоит идее развития и линейной каузальности, внешней по отношению к событию. В XIV тезисе Беньямин цитирует Карла Крауса — «В истоках скрыта цель». Исток показывает стремление к избавлению, но не гарантирует счастливый конец истории . Нет избавления внутри истории, возможно лишь избавление истории как целого, не достигаемая цель избавления (Мессия) остаётся вне истории. Ни бесклассовое общество, ни мессианское царство не могут быть целью (телосом) деятельности человека. В заметках к «Тезисам» Беньямин писал:

Бесклассовое общество является не конечным телосом (Endziel) исторического прогресса, а его часто неудающимся, но в конце концов достигаемым прерыванием.

### Слабая мессианская сила
Избавление не происходит до Страшного суда — конца времен, до которого можно говорить лишь о «модели» мессианского — так называемой «слабой мессианской силе» (schwache messianische Kraft), «тайном уговоре» между прошлыми и настоящими поколениями (II тезис). В отличие, например, от Канта, который связывал понятие надежды с горизонтом будущих ожиданий, Беньямин относил избавление и мессианскую надежду не к будущему, а к отношениям между настоящим и прошлым: надежда существует для прошлого, для тех, у кого её больше нет. Слабая мессианская сила, по выражению Хабермаса, есть «мистическая каузальность, правящая историей». В заметках к «Тезисам» Беньямин сравнивал методику распознавания мессианской силы в истории со спектральным анализом: так же как физик находит ультрафиолетовое излучение с помощью специальных средств наблюдения, так и историк может обнаружить скрытую, но реальную мессианскую силу.
Слабая мессианская сила не принадлежит нам, мы являемся лишь тем, что от нас ожидали прошлые поколения, наделившие нас этой силой и требующие от настоящего времени реализации счастья и избавления. Беньямин нагружает термин Anspruch (требование или притязание) перформативным смыслом, применяя политическое понятие к истории. Каждое последующее поколение становится получателем или «объектом» ожидания (требования) прошлых поколений и «субъектом» избавления. Слабая мессианская сила, следовательно, присутствует в каждой нереализованной возможности прошлого и появляется в каждом настоящем, поскольку любое настоящее является поворотной точкой в реализации ожиданий своего прошлого. Как полагал Хамахер, местом существования требований и упущенных возможностей прошлого является язык, который создаёт историческое время.

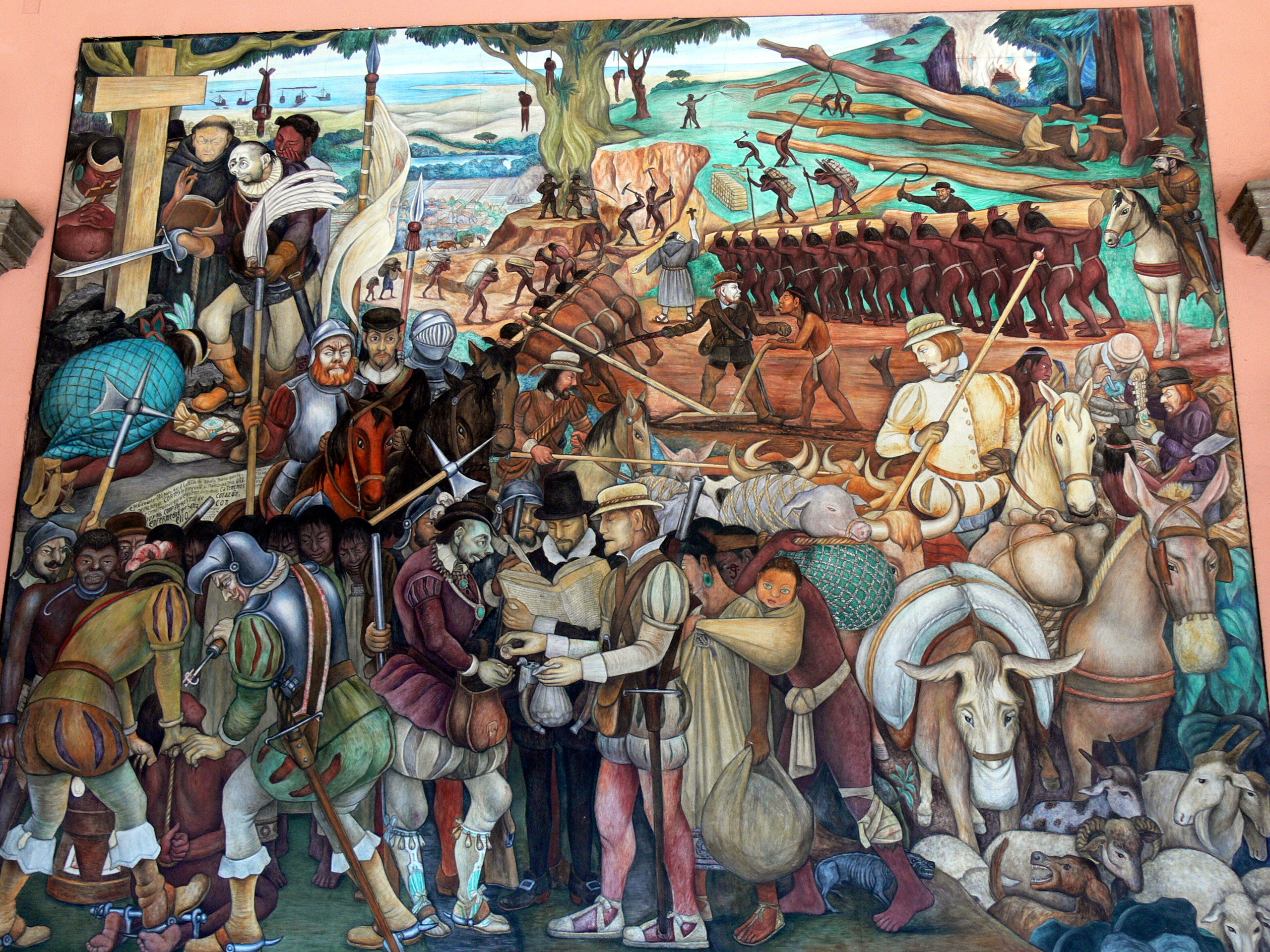
Эксплуатация Мексики испанскими конкистадорами. Фрагмент фрески Национального дворца в Мехико. Диего Ривера, 1929—1945.

Мессианская сила не провозглашает конец истории (есть лишь возможность конца), структурно конечна и характеризуется возможностью неудачи, поскольку не может победить то, что ей угрожает. Мессия может и не прийти, поскольку он может быть Мессией только потому, что есть возможность, что он — не Мессия. Таубес отмечал, что носителем слабой мессианской силы (и избавления) оказывается слабый пол — жены и сестры (близость II тезиса идеям Сен-Симона). Однако, по Таубесу, логика Беньямина следует не Сен-Симону, а апостолу Павлу, для которого мессианское есть слабое. На отсылки к Павлу обратил внимание и Агамбен: «…ибо сила Моя совершается в немощи» (2Кор. 12:9).
Слабая мессианская сила является слабой — «горбатой» или «карликовой» — возможностью теологии, по Хамахеру; теологией классовой борьбы на новом повороте истории, согласно Таубесу. В этой борьбе, однако, материальное и духовное взаимосвязаны. Беньямин попутно упраздняет разделение на базис и надстройку — в борьбе за «вещи грубые и материальные» (здесь Беньямин сближается с Брехтом) присутствуют и «вещи утонченные и духовные»: убежденность, мужество, юмор, хитрость, непреклонность (IV тезис). «Вещи утонченные и духовные» ставят под вопрос все победы господствующего класса и оказывают воздействие на отдаленное прошлое. В IV тезисе используется метафора гелиотропизма:

Подобно тому как цветы поворачивают свое лицо вслед за солнцем, так и прошедшее, в силу потайного гелиотропизма, стремится обратиться к т о м у солнцу, что восходит на небе истории.
В левой традиции мотив солнца связывался с будущим рабочего класса. По мнению Таубеса, Беньямин обращается к метафизическим установкам (солнце отсылает к платоновской пещере), чтобы решить проблему хрупкости традиции угнетённых, объяснить, почему «неудачники истории» способны вспоминать. В стремлении к солнцу прошлое естественным образом пытается подняться на поверхность истории, борется за собственное распространение. То, что Маркс отвергает как «некромантию» и кошмар прошлого («традиции всех мёртвых поколений тяготеют, как кошмар, над умами живых»), у Беньямина приведет к победе революции (Таубес).
Согласно Хабермасу, с помощью слабой мессианской силы Беньямин радикально опрокидывает отношение между горизонтом ожидания (в терминах Райнхарта Козеллека) и пространством опыта. С одной стороны, он относит ко всем эпохам «угнетённого прошлого» горизонт нереализованных ожиданий, с другой стороны, возлагает на поколения настоящего задачу исполнения требований прошлого на основе неразрывной солидарности между судьбой и страданиями предшествующих и будущих поколений. Поколения настоящего ответственны не перед будущим, а перед страданиями всех поколений прошлого.

### Диалектический образ
В 1930-е годы Беньямин писал о «диалектическом образе» (dialektisches Bild), а незадолго до написания «Тезисов» рассматривал его как метод. В «Пассажах» диалектический образ — это первичный феномен истории, архетип, форма исторического объекта, понятие восходит к пониманию истины у Гёте — первофеномену. В «Тезисах» термин не упоминается, Беньямин обсуждает диалектический образ в заметках, следуя разработанной в «Пассажах» модели. Согласно Хабермасу, диалектический образ сочетал эстетический и исторический опыт, подлинное и эфемерное, время и вечность. Ряд комментаторов полагали, что эта эстетическая категория в конечном счете объясняет и определяет политическое восприятие и природу истории в «Тезисах». По мнению Д. Ферриса, остановка образа прошлого с помощью слабой мессианской силы есть основа беньяминовского понятия истории.
Беньямин пишет в V тезисе:

Подлинный образ прошлого п р о с к а л ь з ы в а е т мимо. Прошлое только и можно запечатлеть как видение, вспыхивающее лишь на мгновение, когда оно оказывается познанным, и никогда больше не возвращающееся.
Диалектический образ есть отношение (констелляция) между «тогда» и «теперь», прошлым и настоящим, причём каждый образ отражает структуру ещё-не-завершенного целого и несёт перспективу избавления. Смысл диалектического образа появляется в момент остановки мысли, «вспышки», поэтому диалектический образ — это «диалектика в бездействии». Исторический «объект» или «факт» не существует как таковой, а конструируется и расшифровывается диалектическими образами. Так историк видит истину минувшего, хотя само прошлое есть иллюзия. История познается не через установление каузальности между событиями, а в столкновении момента прошлого с моментом настоящего, в котором время внезапно останавливается, замирает (XVI тезис) . Мгновение остановки позволяет увидеть свободное от сил конформизма прошлое и понять историю как таковую (а не прошлое «как оно было на самом деле») . Образ истории «кристаллизуется в монаду», упраздняется физическое время и возникает время историческое (Jetztzeit) . Подобно чашке чая у Пруста, заключавшей в себе всё его детство, отдельная историческая монада содержит «весь ход истории» .
Подлинный образ прошлого не вспыхивает случайно, а только в тот момент, когда настоящее предлагает «уникальный опыт общения с прошлым» (XVI тезис), затем образ исчезает. Образ связывает прошлое и настоящее, когда настоящее внезапно узнает себя в прошлом, отождествляет себя со страданиями прошлых поколений; в «Пассажах» и в заметах к «Тезисам» Беньямин использовал термин «Сейчас узнаваемости» (Jetzt der Erkennbarkeit). Материалистическая историография должна быть основана на внезапной вспышке диалектического образа в момент опасности, взрывного прерывания исторического нарратива, когда появляется «революционный шанс в борьбе за угнетенное прошлое» (XVII тезис). Диалектический образ, таким образом, доступен только коллективному политическому субъекту в условиях исторического кризиса. Согласно М. де Вильде, «диалектика» образа означает не только близость прошлого и настоящего, но и непреодолимое различие между ними, поскольку утопические мечты предыдущих поколений остались не исполненными или обернулись кошмаром.
Диалектический образ истории постоянно двигается, смещается, в нём есть что-то имманентно парадоксальное. Хрупкость является ключевой характеристикой образа прошлого (V тезис), образ постоянно находится под угрозой исчезновения. В набросках к «Тезисам» Беньямин писал о соломинке, за которую хватается утопающий . В диалектическом образе есть мессианская сила, способная прервать ход истории, но это сила короткоживущая. Во французской версии V тезиса Беньямин ссылается на Данте, подчёркивая, что диалектический образ безвозвратно исчезнет, если настоящее не узнает себя в прошлом. По мнению Э. Кадавы, необратимость исчезновения не означает, что история есть миф, хотя образ прошлого не даёт нам подлинную историю и за ним нет никакой «исторической реальности». Люди всегда оказываются между событиями, которые они могут представить в виде образов, и отсутствием событий, когда имеет место только производство исторических образов.

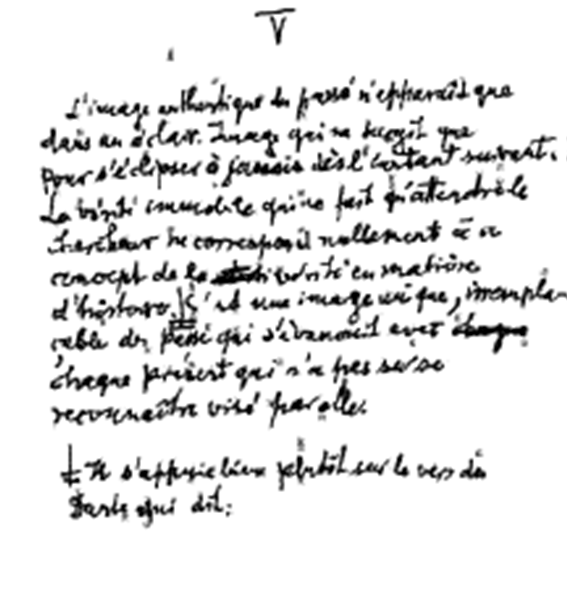
«Французская версия». Тезис V. В последней фразе — ссылка на Данте

### Eingedenken
Возникновение капиталистического модерна привело к появлению квазиавтономных форм социокультурного опыта, которые не сводятся к науке и имеют радикально отличную от экономических условий (марксистский базис) темпоральную структуру. В ходе прогресса и установления каузальной связи между событиями (историзм и позитивизм) забывалась сама память. Проблематику «Тезисов» зачастую рассматривают в контексте мотивов памяти (Пруст) и забвения (Кафка), что подчёркивал и сам Беньямин в переписке.
Проблема памяти подробно рассматривалась Беньямином в работах 1930-х годов под влиянием идей Анри Бергсона, Фрейда, Кафки и главным образом «непроизвольной памяти» Пруста; особое место занимало обращение к иудейской традиции. Беньямин разделял память на произвольную (сознательную) и непроизвольную (бессознательную), состоящую из отдельных и фрагментированных образов (Фрейд и Пруст). На основе двух видов памяти Беньямин ввел третий тип, особый вид памяти — Eingedenken (вспоминание). Согласно заметкам к «Тезисам», диалектический образ — это «непроизвольная память достигшего избавления человечества», образ содержит Eingedenken.
Первоначальное забвение Беньямин находил у Кафки (горбатый карлик или одратек), в его мире долга, вины и наказания. Главная черта этого забвения — «забвение самого себя», оно навсегда потеряно в прошлом. Беньямин в «Тезисах», как Пруст в своей эпопее, пытается спасти прошлое от забвения в настоящем, вырвать его из монотонного потока времени. Для Пруста воссоздание, повторение первоначального прошлого, воссоединение прошлого и настоящего были его личным спасением. Исторический материалист Беньямина должен спасти и прошлое, и настоящее от хронологического времени историзма. Беньямин писал об исполнении ожиданий прошлого, его завершении, спасение прошлого приняло в «Тезисах» всемирно-историческое измерение. Забвение в модерне не является полностью негативным, это условие последующего вспоминания — в «Тезисах» образ карлика сближается с Eingedenken, становясь, по выражению Вольфарта, Мефистофелем, творящим добро.

Еврейские рабы в Египте. Агада XVII века.

Eingedenken есть основа критики историзма в «Тезисах», альтернатива забвению, центральная категория теории исторического времени — Jetztzeit; осознанное действие (в этом отличие от Пруста или Бергсона), способное изменить и спасти прошлое; подлинная историческая память, мессианское отношение между прошлым и настоящим, позволяющее вспомнить саму память (хотя потенциал Eingedenken полностью реализуется только в мессианском мире). Согласно Фридлендеру, Eingedenken позволяет понять связь между страданиями прошлого и настоящего в их общности, общей жизни, открывающей измерение бессмертия — высший вид жизни, не сводимый к простой памяти. Мессианское избавление не доступно историческому материалисту (мы все смертные существа), но через Eingedenken можно прикоснуться к вечности в центре настоящего. В попытке исполнить требования прошлого, завершить незавершенное Eingedenken может изменить историю. Мечты и надежды прошлых поколений связаны с утопией настоящего — топос утопии у Беньямина относится не к будущему, а к расширенному настоящему; утопия есть функция памяти. По мнению Лесли, специфическая теология Eingedenken возникает в момент возможности трансформации. Новая интерпретация прошлого открывает пространство для изменения будущего, является импульсом к политическому действию (Лесли) . По определению Жижека, Eingedenken есть «присвоение прошлого» угнетённым классом, близкое к фрейдовскому детальному толкованию фрагментов сновидений и противоположное герменевтике.
В 1937 году Хоркхаймер в письме к Беньямину критически оценивал идею незавершенности прошлого и его спасение с помощью памяти:

Констатация незавершенности является идеалистической, если завершенность в неё не входит. Несправедливость прошлого уже случилась и завершена. Погибшие действительно мертвы. Ваше утверждение в конечном счете теологическое. Если принимать идею незавершенности всерьёз, надо верить в Страшный суд…несправедливости, ужасы и страдания прошлого непоправимы.
В «Пассажах» Беньямин дал ответ Хоркхаймеру:

Коррекция подобного способа мышления связана с убеждением, что история — это не только наука, но и форма Eingedenken. Что наука «установила», Eingedenken может изменить. Eingedenken способно превратить неокончательное (счастье) в нечто завершенное, а завершенное (страдание) во что-то неокончательное. Это теология; однако, опыт Eingedenken не позволяет нам воспринимать историю нетеологическим образом, даже если мы не способны писать её в непосредственно теологических понятиях.
Одни комментаторы рассматривали Eingedenken как политику памяти, выводили на первый план теологическую и моральную ответственность, которая спасает прошлое от забвения, возрождая его в настоящем. В этих подходах отмечались солидарность между поколениями прошлого и настоящего (Хабермас), возмещение ущерба несправедливостям прошлого через коммуникацию с их жертвами (Аксель Хоннет). Eingedenken также соотносили с внимательностью и сочувствием. Хоннет, следуя аргументу Хоркхаймера, считал Eingedenken тупиковой моделью, поскольку мертвых нельзя воскресить. Хабермас связывал необходимость спасения прошлых времен не только с иудейской, но и с протестантской мистикой, где человек несёт ответственность за судьбу Бога, поскольку свобода человека сравнима с божественным могуществом. Тем не менее, по Хабермасу, такой подход является полностью профанным. По Маррамао, в отличие от Хайдеггера, у которого «только Бог ещё может спасти нас», у Беньямина только человек может спасти Бога.
Другие считали, что именно в исчезновении и разрушении прошлого (мимолетность диалектического образа) заключается его избавление. В данной версии Беньямин — не моралист, который скорбит по призракам прошлого, а, напротив, «приглашает» прошлое для критики конформизма в настоящем. Опасность забвения вовсе не означает, что нужно «вспомнить всё» — это миф историзма, который реконструирует «подлинное» прошлое. «Подлинно новое» возникает тогда, когда память вспоминает «никогда не виденное». Избавление происходит мимолетно — вечность мгновения, заключает Агамбен, есть ритм мессианского времени .

### Разрушение и цитирование
В ранних работах Беньямина разрушение — божественная сила, стирающая следы злодеяний. Согласно эссе о Краусе, потерпевший крах неэффективный и притворный гуманизм должен уступить место «более реальному гуманизму» в преддверии эсхатологического обновления, которое обязательно будет сопровождаться разрушением. В набросках к «Тезисам» Беньямин размышлял, как связать революционное разрушение с идеей избавления. Деструктивный или критический элемент в историографии способен разоблачить историческую непрерывность и вырвать свой объект из континуума истории. Ибо «в подлинный историографии избавительный импульс столь же силен, как и разрушительный». В заметках положительным примером революционного разрушения была фигура Нечаева.

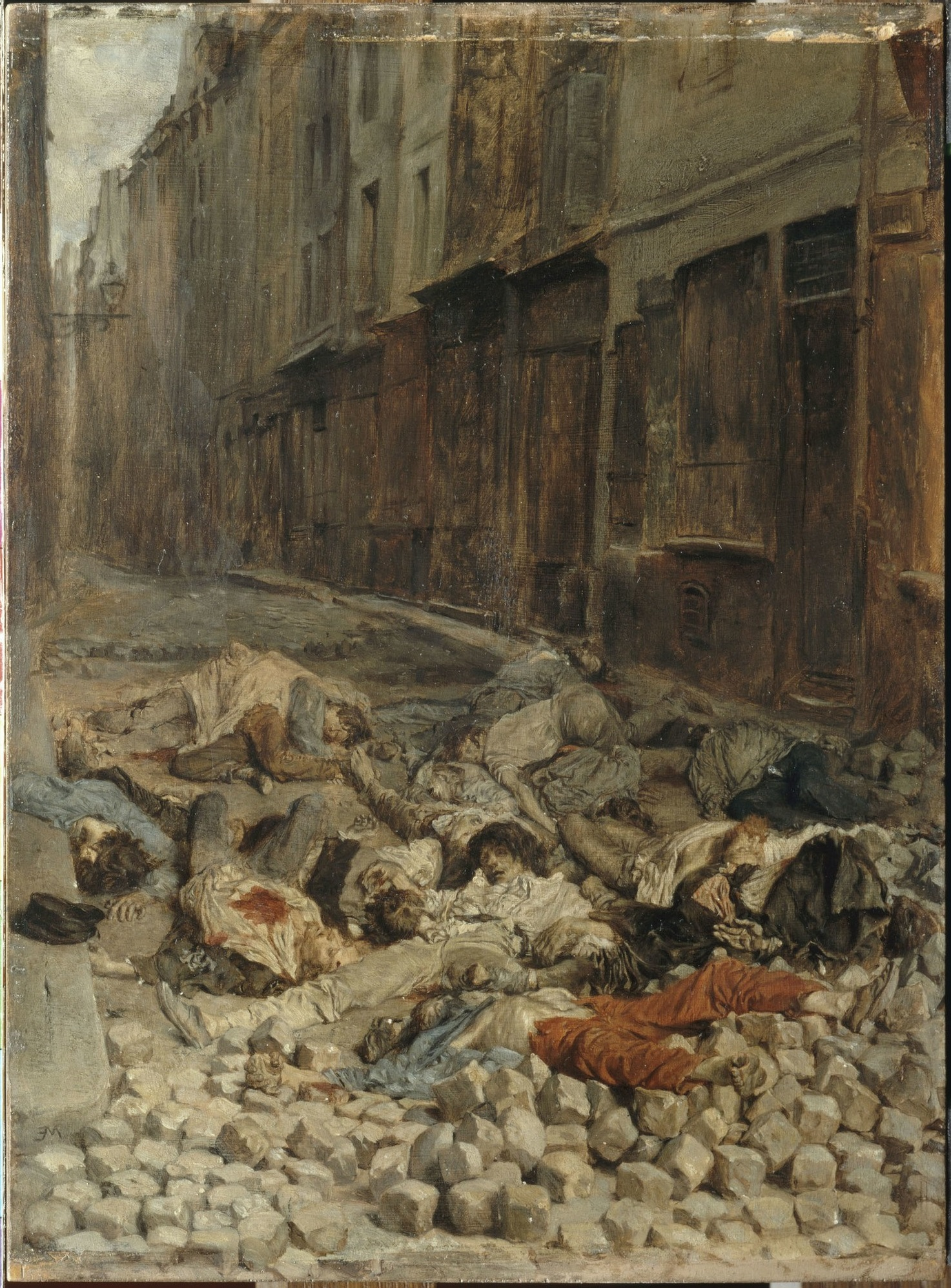
Баррикада, улица Мортеллери, июнь 1848 года. Жан-Луи-Эрнест Месонье, 1848.

В «Тезисах» Беньямин возвышает разрушение, которое усиливает взаимодействие между профанным и мессианским (Больц). Разрушение направлено против иллюзий историзма и воплощается в требовании «чесать историю против шерсти» . Отмечалась насильственная риторика ряда тезисов: прорыв (V тезис), овладение, преодоление, разжигание искры (VI тезис), разрыв (VII тезис), вырывать (XIV и XVII тезисы), взрыв (XV и XVI тезисы) и эффект шока (XVII тезис). И символ революционного террора Робеспьер, вырывавший Древний Рим из исторического континуума (XIV тезис), и восставшие времен Июльской революции (1830)(XV тезис) служат примером историческому материалисту, который должен «взорвать континуум истории» (XVI тезис). XVII тезис провозглашает «конструктивный принцип» материалистической историографии, включавший, отмечал Вольфарт, разрушение, стирающее историю (упразднение эпического нарратива у Лукача или «стирание следов» у Брехта). Согласно Осборну, разрушение внутри модерна (Бодлер) оставляло Беньямину надежду на изменения . По мнению Ф. Пруст, нигилистическая, сатанинская политика Беньямина является не принятием или отрицанием существующей ситуации (которая уже разрушение и катастрофа), а попыткой посредством мимезиса или иронии развернуть её в другом направлении, «разрушить разрушение».
Мотив деструкции связывался с методологией Беньямина, в рамках которой, согласно Больцу, деконструкция теорий была важнее, чем их создание (уничтожение или стирание фактов, мнений или даже теологических предпосылок). Особую роль в деструкции выполняет критическое цитирование, часто трактуемое как практика избавления и актуализации прошлого в настоящем через диалектические образы. Ряд авторов полагали, что история для Беньямина — это текст, текстуальная сеть, структура из цитат и чтения, причём в этой символической структуре события, по выражению Жижека, «станут сбывшимися» постфактум. В заметках к «Тезисам» эксплицитно утверждалась текстуальность истории, метод исторического знания заключался в «прочтении никогда не написанного» (Беньямин цитировал Гофмансталя). Следовательно, сотворение истории есть всегда чтение и написание (цитирование) прошлого и настоящего, имеющее целью, отмечал Вольфарт, избежать выбора между использованием и интерпретацией прошлого. Цитирование оказывается не только моделью понимания истории, но и её деланием. Специфический пример — Французская революция («настоящее»), которая цитировала Древний Рим («прошлое»)(XIV тезис).

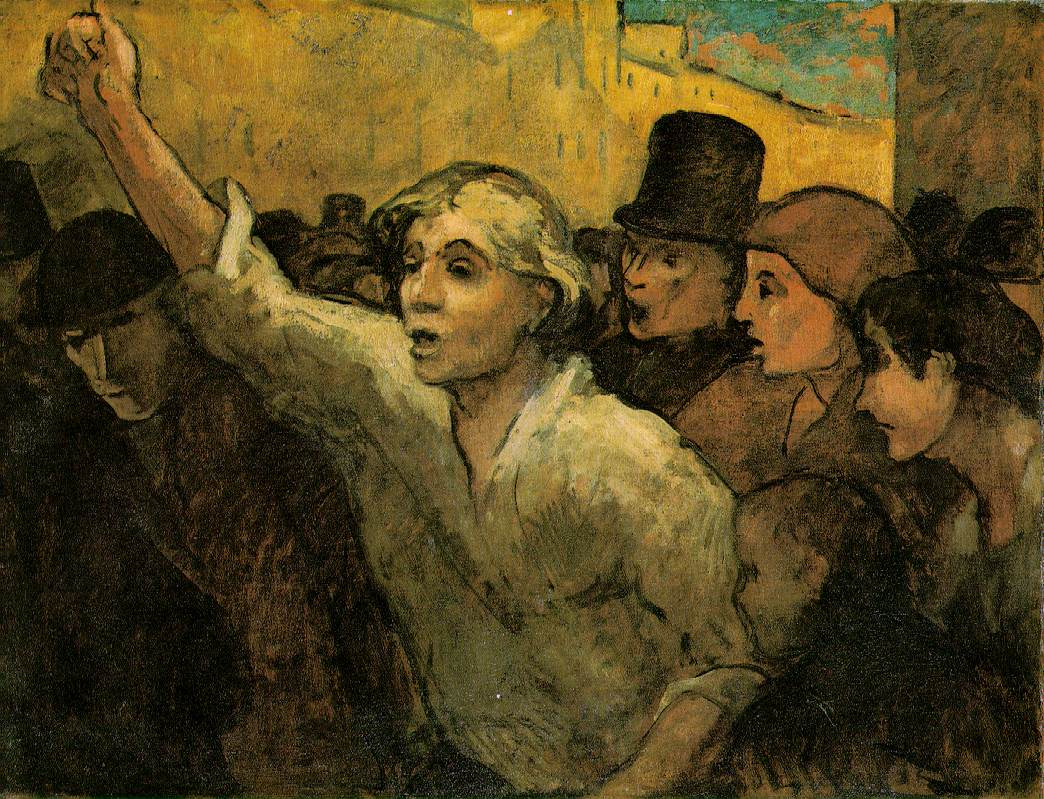
Восстание. Оноре Домье, 1848

Цитирование всегда темпорально, частично, оно предвосхищает полное избавление, когда всё прошлое становится цитируемым (III тезис). Согласно Вольфарту, возникшее в эпоху до избавления цитирование не исчезает с избавлением: в Судный день всё прошлое будет цитироваться, но всё равно будет цитироваться . Цитирование включает и ужасающий аспект, Судный день, как отмечал Таубес, не только день счастья, но и уничтожения. Агамбен связывал исток, разрушение и цитирование. Задача деструктивной силы цитирования — «очистить, вырвать из контекста, разрушить». Вырванная из контекста цитата есть разрушительная сила справедливости, которая возвращается к истоку — так, по Агамбену, происходит избавление. Местом встречи истока и разрушения является бессильный ангел истории, не спаситель и не разрушитель, а образ, содержащий и исток, и разрушение — и шквальный ветер из рая, и апокалиптическое место.

### Jetztzeit
Проблематика «Тезисов», по оценке Мозеса, находится на пересечении трёх эпистемологий времени: детерминизм (современный рационализм); вера в судьбу (античность); «открытое» не необратимое время (иудейский мессианизм). Современная концепция отличается от античной, но не устраивает Беньямина, поскольку в сущности близка к фатализму, в ней будущее предсказуемо (например, марксизм). Напротив, мессианское обещание не есть миф, а исторически «актуально» (выполнимо); следовательно, полагала Бак-Морс, существуют секулярная история — гомогенная последовательность катастрофических событий, которая размечает, но не наполняет человеческое время, и революционное Jetztzeit («актуальное настоящее»), каждый момент которого несёт избавление. По мнению Хабермаса, понятие Jetztzeit, отмеченное влиянием иудаизма и сюрреализма (родство модерна и моды), вводится Беньямином для решения проблемы обратного перевода эстетики (диалектический образ) в историю.
«Тезисы» описывают разные конфигурации Jetztzeit, хотя сам термин появляется в последних тезисах. Термин Jetztzeit ввел в начале XIX века немецкий писатель Жан Поль. Его использовали Шопенгауэр и Хайдеггер в негативном значении, пересмотренном Беньямином. В 1941 году Адорно сравнил Jetztzeit с кайрологическим временем теолога Пауля Тиллиха. Кайрос — это момент «полноты времени», противоположное хроносу подлинное историческое время, каждое мгновение которого содержит уникальную возможность, сингулярное сочетание между относительным и абсолютным. Jetztzeit Беньямина часто рассматривают в терминах кайрологической структуры, включающей разрывы, прерывания, несинхронические моменты, множественные темпоральные измерения. По выражению Агамбена, речь о «качественном изменении времени, кайрологии».
В XIV тезисе Беньямин пишет:

История — предмет конструкции, место которой не пустое и гомогенное время, а время, наполненное «актуальным настоящим» [Jetztzeit].
Следы Jetztzeit можно найти в календарях и праздниках докапиталистических культур. На Беньямина скорее всего повлияли идеи Розенцвейга, который различал профанное историческое время (без событий) и сакральное время (праздничные дни), наполненное вечностью. Время календарей и праздников противостоит механическому времени дней и часов, гомогенному и пустому времени. В двух тезисах (XV и B) Беньямин сближает Jetztzeit и Eingedenken с иудаизмом и революционным действием, хотя между ними и есть различие; связывает еврейскую молитву и революционный календарь, меланхолию и действие . Евреям было запрещено смотреть в будущее и обращаться к прорицателям — благодаря Торе и Молитвеннику они смотрели лишь в прошлое, поэтому время для них не было ни пустым, ни гомогенным (Тезис B). «Великая революция ввела новый календарь», который становится «исторической камерой замедленной съемки» (XV тезис). Общепринятый календарь (дни или часы) превращается в свою противоположность, останавливая ход часов. Дни этого календаря — праздники, «дни поминовения» (die Tage des Eingedenkens) (XV тезис), отсылающие к освободительным событиям в еврейском календаре — Исходу (Песах), восстанию Маккавеев (Ханука) или спасению персидских евреев (Пурим). В XV тезисе восставшие времен Июльской революции, которые «стреляли по башенным часам», сравниваются с Иисусом Навином, остановившим солнце.

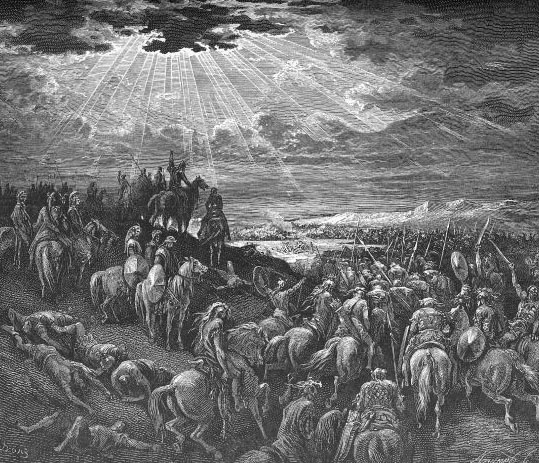
Иисус Навин останавливает солнце. Гюстав Доре, 1883

«Эмпирическое» время есть застывшая историческая норма прогресса, время фашизма и историзма, вульгарного марксизма и эволюционной историографии. Оно наполняется лишь массой «пустых» сведений и фактов (XVII тезис) и не даёт возникнуть подлинно новому. Представление о вечном прошлом, однородном историческом времени иллюстрируется метафорой «шлюхи в борделе историзма» по имени «когда-то-в-былые времена», не нужной историку-материалисту (XVI тезис). Критику гомогенного и пустого времени рассматривали в контексте марксова анализа времени в «Нищете философии» и «Экономических рукописях». Маркс писал о подчинении человека времени капитала, его отчуждении от своих способностей и возможностей, человек становится олицетворением пустого механического времени. Линейное «время часов» овеществляет и стандартизирует отдельные исторические события, лишая их уникальности, что соответствует капиталистическому превращению рабочего времени в стандартизированное время абстрактного труда (как всеобщего эквивалента); на гомогенном и пустом времени основан товарный фетишизм.
Jetztzeit не следует за гомогенным и пустым временем, два времени связываются актом политической революции, кульминацией истории, мессианском разрывом, который взрывает секулярный континуум. Jetztzeit связывает историографию и политику, что соответствует отношению между вспоминанием и избавлением. В Jetztzeit происходит случайная встреча подлинного образа прошлого и революционного шанса в борьбе угнетённого класса, которым у позднего Беньямина оставался пролетариат. Как полагал Хамахер, в «Тезисах» подлинное историческое время основано на политическом времени, направленном в сторону счастья, что выводит на первый план в политическом измерении аффекты, чувства, страсти (элиминированные из политической теории во времена Беньямина). Политическое действие связывает и повторяет историю отдельного человека и космоса: метафизическая истина об истоке и цели истории содержится в личном опыте. Мессия иудаизма, каббала и революционный акт встречаются в одной точке: завершение творения есть задача человеческого действия. В одной из версий XVII тезиса Беньямин прямо соотносит Маркса и мессианское время иудаизма и раннего христианства:

В представлении о бесклассовом обществе Маркс секуляризировал представление о мессианском времени. И правильно сделал.

Реконструкция С. Бак-Морс.

Jetztzeit не является настоящим (хотя Беньямин систематически пишет в настоящем времени: «небо восходит», «Мессия приходит», «враг побеждает») или мгновением (Augenblick) и не направлено в утопическое будущее. Это не мессианское время вне истории и не время внутри истории; в него лишь «вкраплены осколки мессианского времени» (Тезис А). Беньямин описывает Jetztzeit как «мессианское застывание хода событий» (XVII тезис), «тигриный прыжок в прошлое…под вольным небом истории» (XIV тезис), который спасает историю для настоящего и «вырывает эпоху» из гомогенного временного континуума. Модель Jetztzeit основана на монадическом «конструктивном принципе» (XVII тезис), в этой модели сама история есть субъект. Jetztzeit есть взрывное, открытое и гетерогенное, не созерцательное, а всегда активное и ускоряющее настоящее время. По характеристике Агамбена, это внутренне противоречивый, интенсивный и сжатый или уплотненный момент, возникающий из напряжения между профанным и мессианским, когда хронос случайно трансформируется в кайрос. По выражению Жижека, речь о своеобразной «петле» внутри обычного исторического времени. Согласно Жижеку, «короткое замыкание» Jetztzeit позволяет через слабую мессианскую силу задним числом высвободить возможности всех неудавшихся революций и актуализировать всё ещё настойчивые, хотя и слабые требования прошлого. В более широком смысле отмечалось, что Jetztzeit показывает темпоральную структуру политического действия, темпоральность политики как таковой. В Jetztzeit происходит остановка линейного времени, и прошлое достигает большей степени актуальности, чем в момент его существования; в констелляции прошлого и настоящего возникает подлинное историческое время, время истины.
В XVIII тезисе Беньямин пишет:

«Жалкие пятьдесят тысяч лет homo sapiens, — заявляет один современный биолог, — в отношении к истории органической жизни на Земле не более чем две секунды в конце полных суток. История цивилизованного человечества была бы, при рассмотрении в этом масштабе, не более чем пятой частью последней секунды последнего часа». Актуальное настоящее [Jetztzeit], резюмирующее, как модель мессианского времени, чудовищной силы сокращением историю всего человечества, до точки совпадает с т о й фигурой, которую выписывает в универсуме история человечества.
По характеристике Осборна, Jetztzeit историзирует «структуру мгновенности» и производит разрыв, сжимая настоящее и всю историю человечества в одну точку и одновременно расширяя его историческое содержание в бесконечность. Согласно Агамбену, суммирование (сокращение) человеческой истории в Jetztzeit восходит к учению апостола Павла об обобщении (Еф 1:10: «все вещи повторяются в Мессии»). Идея ускорения или апокалипсического сокращения истории появляется у Мартина Лютера в представлении об имманентности апокалипсиса; Беньямин вдохновлялся и «секулярной бездной» Бланки. Как отмечал Хамахер, радикально конечная и случайная история может быть упущена, поскольку она возможна только при условии, что её может не быть. С этой перспективы, анти-антропоцентристский мессианизм Беньямина, по мнению Маррамао, постулирует абсолютную случайность, краткость и конечность человеческой истории или цивилизации в перспективе космического времени: лишь «узкая калитка» соединяет бытие и ничто, «заполненность» и «пустоту», надежду и отчаяние.

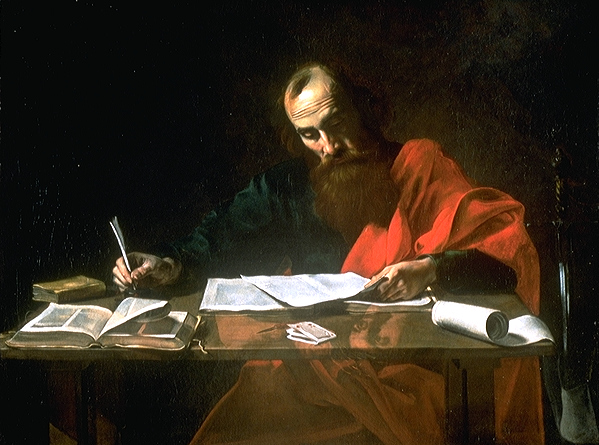
Апостол Павел, сочиняющий послания. Валантен де Булонь, 1618—1620.

## История изучения и критика
«Тезисы» обычно рассматриваются как лаконичная, но не всегда прозрачная работа, её незавершенность затрудняет последовательную интерпретацию. Отмечались дидактичность и перформативность текста, в нём обнаруживали вопросы, афоризмы, постулаты, гипотезы и даже иронию. Согласно Бати, перформативность помещает «Тезисы» между двумя моделями — «95 тезисами» Лютера и «Тезисами о Фейербахе» Маркса, религиозно-аллегорической и политической риторикой, интерпретацией мира и его изменением.
Восприятие «Тезисов» следовало общей рецепции творчества Беньямина, получившего признание в социальных и гуманитарных науках в конце XX века и широко апроприированного как левыми, так и правыми. Первые публикации Тезисов не вызвали никакого интереса, внимание к тексту возросло в 1960-е годы, частью в ответ на его революционные политические амбиции, частью из-за осознания методологических и тематических связей с работами Беньямина 1930-х годов. Издатели Шолем, Адорно и Тидеманн, которые ввели «Тезисы» в научный оборот, специфическим образом повлияли на их рецепцию. По известному обобщению Хабермаса (1973), начавшаяся ещё при жизни Беньямина «борьба» за него между Брехтом, Адорно и Шолемом определила позиции сторон в более поздних дебатах (включая Арендт и студентов-бунтарей 1968 года). Дискуссии в 1960—1970-е годы часто воспроизводили точки зрения более ранних эссе Адорно, Шолема и Брехта. В 1941 году Брехт так охарактеризовал «Тезисы»:

Вкратце, эта маленькая работа ясная и прозрачная (несмотря на всю метафорику и иудаизм), и с ужасом думаешь о том, как мало людей не поймут нечто подобное.
До конца 1970-х годов на первом плане стоял вопрос о месте Беньямина между марксизмом (позиции Адорно и Брехта) и теологией (Шолем). Вопрос был тесно связан с полемикой во Франкфуртской школе о том, «верно» ли понимал Беньямин Маркса. «Тезисы» часто рассматривались в отрыве от ранних работ, которые считались теологическими. В рамках этих дебатов Леви (2005) выделял три школы интерпретации «Тезисов», влиятельные и в настоящее время: материалистическая школа (Брехт), теологическая школа (Шолем) и школа противоречия (Тидеманн и Хабермас). Несмотря на полемику, Беньямин был канонизирован Франкфуртским институтом в 1970-е годы как последний представитель традиции западной философии истории (от Августина до Ницше). По известной оценке Адорно, «Тезисы» резюмировали теорию познания, разработанную в «Пассажах». Другие авторы обращали внимание на вопросы культурной истории и её связи с политикой или выводили на первый план в восприятии истории образы, прежде всего шахматный автомат и ангел истории, как своего рода картинки-головоломки или фотографические снимки.
Согласно наиболее влиятельному в 1960—1980-е годы подходу (Хабермас, Шолем, Тидеманн и др.), сомнительная попытка совместить и теологию, и исторический материализм потерпела неудачу, поскольку это невозможно сделать в принципе. Для Хабермаса была неприемлема глубоко антиэволюционная концепция истории без направленности в будущее:

Исторический материализм, который полагается на постепенные изменения, не только в плане производительных сил, но и господства, не может быть скрыт под монашеским облачением антиэволюционной концепции истории.
Как писал Хабермас, анархистская концепция радикального разрыва с прошлым (Jetztzeit) не совместима с марксовой теорией истории (материалистической теорией социального развития), поскольку у Маркса именно развитие эмпирической истории приводит к противоречиям, из которых возникает социализм. Часть комментаторов, включая Вольфарта, Бак-Морс, Леви, впрочем, полагала, что исторический материализм и теология вполне совместимы. Бак-Морс писала, что вывод о неудаче не единственно возможный, поскольку теология у Беньямина — это не религия в надстройке, а важнейшая ось философского опыта. Согласно Бак-Морс,

…без теологии (ось трансценденции) марксизм впадает в позитивизм; без марксизма (ось эмпирической истории) теология впадает в магию.
Хабермас, Тидеманн и другие указывали, что обратный философский перевод секуляризированных понятий в теологию и мессианизм не имеет оснований, чреват опасностями и сегодня не актуален — Беньямин жил в темные времена, причина лежит в безысходности политической ситуации в 1940 года (Тидеманн, Волин). Радикальные политические позиции Беньямина — воспевание революционного насилия и жертвенности, защита коммунизма и мольба о политическом мессианизме — были отвергнуты многими последователями автора «Тезисов». Его «прустовский коммунизм» нельзя использовать для современной историографии и политики, Беньямин — не «наш современник», полагали Вольфарт, Фредрик Джеймисон, Хоннет.

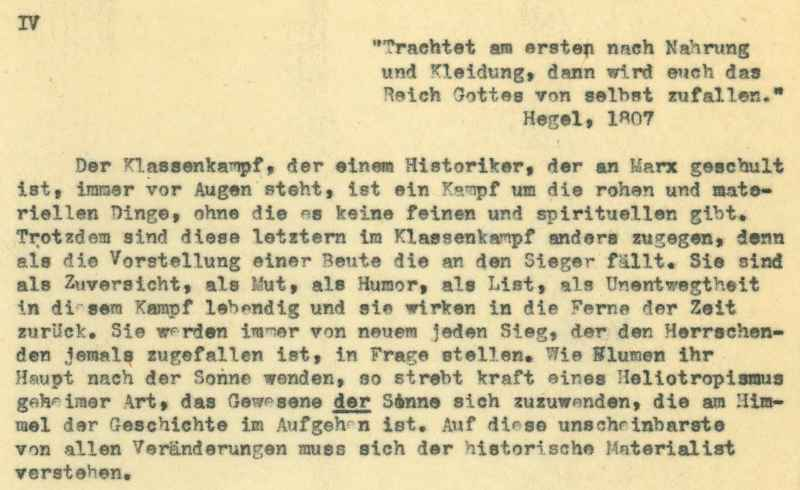
«Переработанная промежуточная версия», тезис IV

Ряд авторов отмечали, что в попытке совместить революционное разрушение и идею избавления Беньямин воскресил свой ранний анархизм, смешал утопический социализм и наивный бланкизм. Тидменн отмечал, что от наивности не был свободен и Беньямин, сделавший выбор в пользу Нечаева, Бакунина и Бланки, а не Маркса. Провозглашение того, что революция может случиться в любой момент, напоминает отчаянную попытку Мюнхгаузена вытащить себя из болота с помощью политического мессианизма. Такой анархистский подход далёк от ясности марксизма и поэтому полностью оторван от политического праксиса: его невозможно перевести в политику . По мнению Тидеманна, теоретические элементы анархизма имманентно присутствуют в «Тезисах», хотя сам автор не давал конкретных политических «инструкций» и, вероятно, боялся анархистских выводов.
Критики отмечали консерватизм Беньямина, анахроничность его критики в «Тезисах». Хабермас использовал термин «избавительная критика»; вне зависимости от достоинств, она имеет «консервативно-революционный» характер, ибо каждый образ прошлого может исчезнуть, если требование прошлого не исполнено. Ностальгическое отношение к традиции и отрицание Беньямином культуры как надстройки нельзя совместить с марксистской политикой, считал Волин. Направленность на спасение смысловых возможностей прошлого, вера в «семантические энергии мифа» анахроничны, поскольку «семантические потенциалы» не размышляют над процессом созидания, а лишь воспроизводят эмоциональный опыт и утопическое содержание (Хабермас). Такой подход является шагом назад по сравнению с критикой идеологии Маркса (Хабермас) и его концепцией товарного фетишизма в анализе современного капитализма (Китштайнер). Согласно Китштайнеру, Беньямин был критиком мифа, а не мифологом. Но в качестве решения он предлагает ещё один миф — «фантасмагорию», неоправданно расширяя её на всю историю, что закономерно приводит к теологии избавления. Мессианская или теологическая история в «Тезисах» — катастрофа или «мессианское застывание хода событий» — аналогична «великой фантасмагории» Бланки, вечному возвращению Ницше или «темной стороне судьбы» Фрейда (Китштайнер).

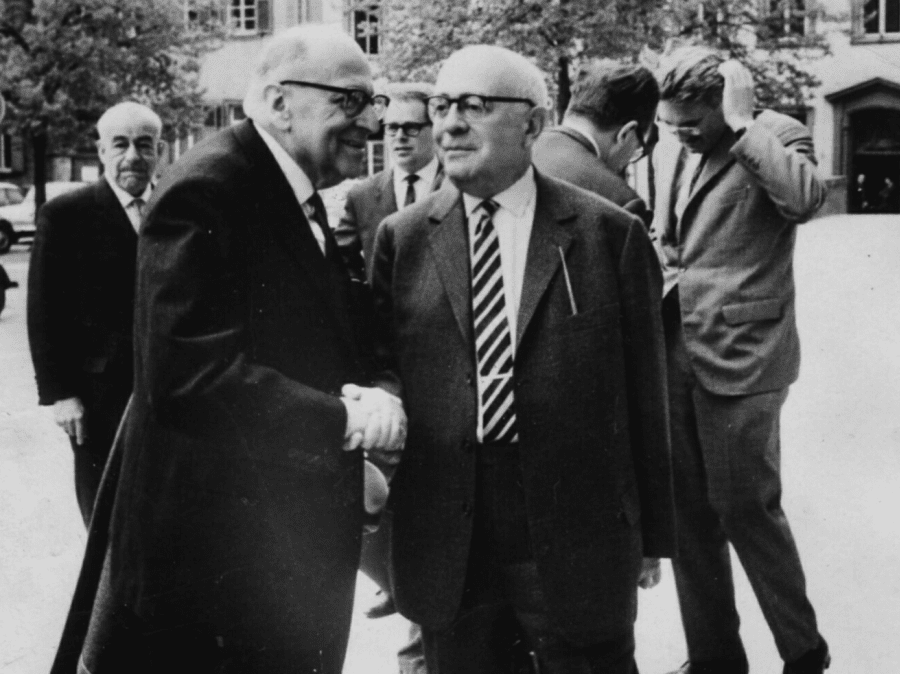
На фото 1965 года: Макс Хоркхаймер (слева), Теодор Адорно (справа), Юрген Хабермас (справа на заднем плане)

По мнению Хабермаса, концепция Беньямина не остаётся полностью безразличной к прогрессу во имя эмансипации человечества, но это крайне пессимистический взгляд на изменения. Манихейский подход Беньямина, отмечал Хабермас, не признавал частичный прогресс (например, социальный реформизм, повышение уровня жизни или расширение свобод), а отстаивал идею массового духовного опыта счастья. Подлинное счастье должно стать таким же тотальным, как и религиозное избавление. Позднее Хабермас смягчил свою критику: Беньямин, хотя и следует импульсу радикального исторического мышления (линия от младогегельянцев до Ницше и Хайдеггера), в «Тезисах» не полемизирует открыто с двумя конститутивными моментами действенно-исторического сознания: связью между модерном и традицией (преемственность культуры) и ориентированными на будущее ожиданиями, доминирующими над историческим опытом. Вместо этого Беньямин радикально расширяет теологически понятую ответственность на прошлое, что позволяет преодолеть «тайный нарциссизм действенно-исторического сознания» модерна.
Согласно Китштайнеру, для Беньямина перенос понятия прогресса на всю историю приводит к некритическому гипостазированию в ущерб критике. Такой вывод, писал Китштайнер, является неправомерным: не критика статус-кво, а понятие прогресса истории в целом есть предпосылка для подлинно критической теории истории, вопреки беньяминовскому распаду истории на образы. По Тидеманну, размышления Беньямина не дают общей онтологии истории, а лишь показывают бездну между царством необходимости и царством свободы. Понятие гомогенного и пустого времени применимо лишь к неэффективным попыткам измерить историю через стандарты «механических изменений»; в целом же беньяминовская критика, по оценке Китштайнера, не действует ни на историзм, ни на развитие капитала и капитализма. Антонио Негри приравнивал Jetztzeit к специфически капиталистическому восприятию времени. С его точки зрения, понятие схватывает темпоральную особенность капитала. Стремление к нововведениям (мода) сближает Jetztzeit и нелинейное время капитала, который присваивает и прогресс, и вечное возвращение. Прогресс активируется вспышкой Jetztzeit: утопическое будущее уже принадлежит капиталистическому «сейчас». Поэтому концепция мессианизма Беньямина тупиковая, заключал Негри. Другие авторы более позитивно оценивали позиции Беньямина, отмечая, что для автора «Тезисов» подлинно историческое понятие истории (новая концепция исторического времени), не-механистическое и не-мифическое, возникает не после «конца истории», а после конца «непосредственно теологической» веры в историю, прогресс и конечную цель истории.
Критики указывали, что сближение историзма и прогресса Беньямином не совсем правомерно; к концу XX века термин «историзм» чаще стали относить к релятивистскому подходу к истории (работы Мишеля Фуко и др.), а не к прогрессистскому. С одной стороны, немецкий антигегелевский историзм XIX века утверждал объективность истины. С другой стороны, Лотце и Ранке, которых цитировал Беньямин, отказались от идеи прогресса и обратились к историко-теологическим основаниям «человечества» Просвещения. С этой перспективы двусмысленным выглядит осуждаемое в XVII тезисе понятие всеобщей истории. Согласно наброскам, всемирная история является реакционной только тогда, когда в ней нет конструктивного принципа. Поэтому, вероятно, беньяминовская критика прогресса ближе к историзму, чем думал Беньямин; согласно Китштайнеру, избавление «всемирной мессианской истории» выполняло ту же роль, что и Бог у Лотце. С этой точки зрения, Беньямин не вышел за рамки историзма. Китштайнер предлагал называть его подход «материалистическим историзмом», а не «историческим материализмом». Полемизируя с Китштайнером и Тидеманном, Таубес утверждал, что автору «Тезисов» удалось преодолеть историзм. Беньямин критикует прогресс как миф и буржуазное понятие, акцентирует прерывистость истории и даёт анархистсткую, бланкистскую интерпретацию Маркса; «Тезисы» вступают в конфликт с главными текстами марксизма. Позиция Китштайнера также критиковалась за поверхностные сравнения и слишком большое внимание к терминологии.

## Влияние
Благодаря «Тезисам» картина «Angelus Novus» получила всемирную известность, став в послевоенный период иконой европейских левых. В 1960-е годы студенческое движение, особенно в Германии, вновь открыло Беньямина для политической теории и практики. Студенты-радикалы 1968 года вдохновлялись «Тезисами», а в 1970-е годы текст был, по выражению Тидеманна, «руководством для городской герильи». Беньяминовская критика прогресса и Просвещения оказала большое влияние на «негативную диалектику» Адорно и Хоркхаймера, на их тезис о неразрывности мифа и Просвещения. В «Диалектике Просвещения» ангел истории из IX тезиса стал ангелом разума. Арендт в своих главных работах («О революции», «Жизнь ума» и др.) писала о промежутке между «уже нет» и «ещё нет», зазоре (hiatus) между прошлым и будущим, который прерывает «всесильный временной континуум» и открывает пространство мышления, политики и свободы. Как и концепция Беньямина, арендтовская теория исторического суждения была направлена против историзма, идей о прогрессе человечества и универсальности критерия успеха.

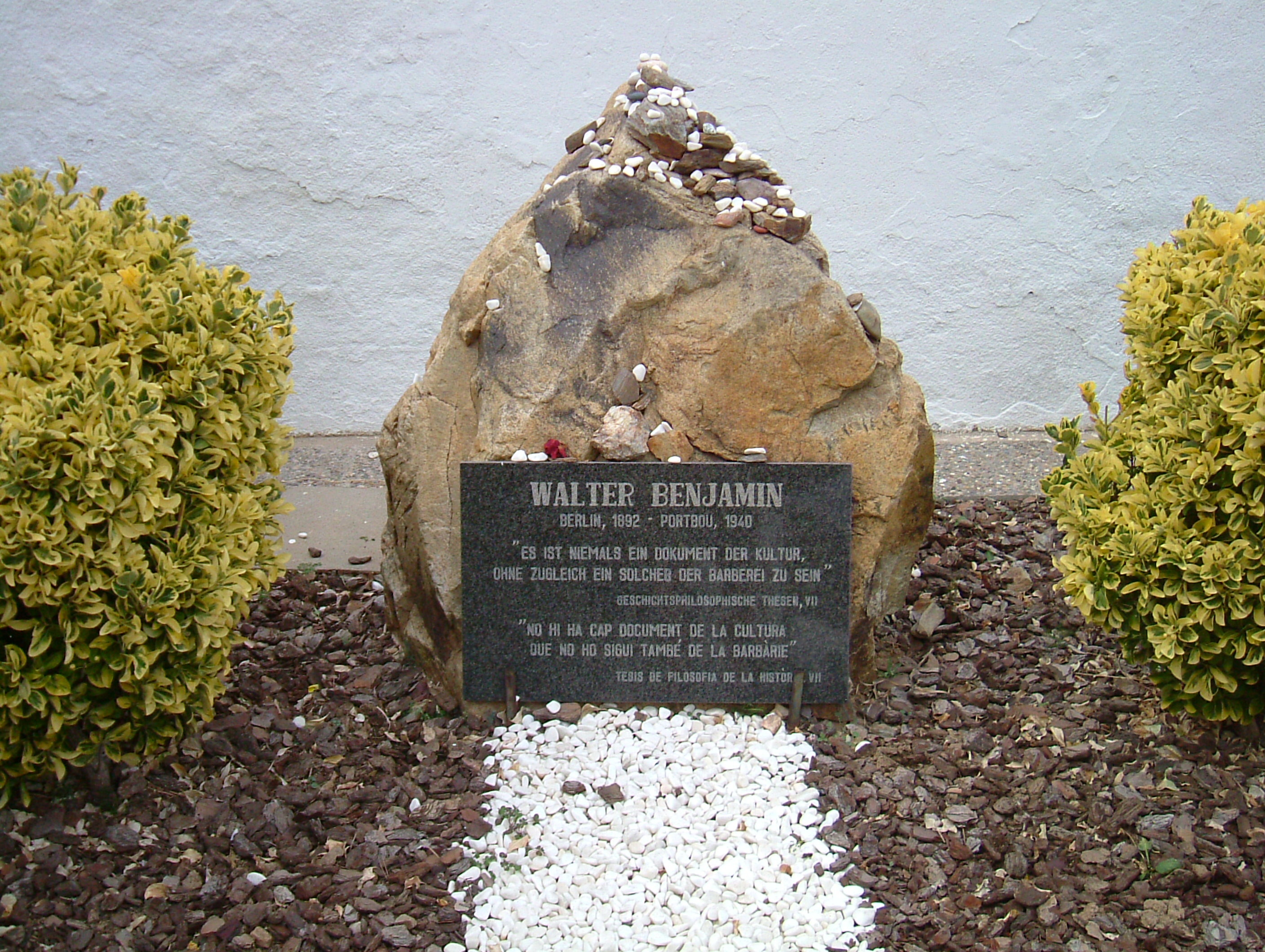
На надгробии Беньямина в Портбоу начертаны слова из VII тезиса: «Не бывает документа культуры, который не был бы в то же время документом варварства»

Историк Эдвард Палмер Томпсон и социолог Бенедикт Андерсон анализировали, соответственно, капитализм и национализм с помощью концепции гомогенного и пустого времени. Томпсон писал о влиянии гомогенного и пустого времени на создание капиталистических труда и дисциплины при формировании рабочего класса, а Андерсон, взявший фразу из VII тезиса в качестве эпиграфа к книге «Воображаемые сообщества» (1983), считал этот тип времени основой национальных идентичностей и современных форм культуры (роман и газета). Большое влияние идей Беньямина на критические исследования культуры в 1980—1990-е годы во многом определялось его позицией, выраженной в VII тезисе — о присутствии варварства в любом элементе культуры. Скепсис Беньямина по отношению к гуманистической традиции и его внимание к политически и социально маргинальным аспектам истории имели сходство с постколониальной критикой культуры. По мнению Леви, революционно-теологические идеи Беньямина предвосхитили теологию освобождения, повлиявшую на многие национальные, политические и социальные движения в Латинской Америке в конце XX века. Образ ангела истории повлиял на пьесу Тони Кушнера «Ангелы в Америке», скульптуру Ансельма Кифера «Ангел истории: мак и память» и фильм Вима Вендерса «Небо над Берлином».
В 1990-е годы наметился поворот в подходе к работам Беньямина, они стали рассматриваться с междисциплинарных позиций, за рамками проблемы марксизма и теологии. Подъём религиозного фундаментализма на исходе XX века способствовал интересу к теологическому аспекту политической теории Беньямина. «Возобновление» истории и политики, возрождение на рубеже веков политической теологии в континентальной мысли вызвали интерес к «Тезисам» со стороны таких авторов, как Деррида, Агамбен, Жижек, Джудит Батлер, Джон Капуто, Хент де Врис, Катрин Малабу, которые обсуждали в первую очередь слабую мессианскую силу и её возможные импликации. Деррида («Призраки Маркса» и др.) дистанцировался от Беньямина, раскритиковав его слишком «мессианско-марксистские и архео-эсхатологические» взгляды. По мнению Деррида, проявления слабой мессианской силы связывались Беньмином с кризисными ситуациями в истории, но «слабость» служила Беньямину в конечном счете своего рода алиби в условиях конкретного исторического и политического тупика 1940 года. Деррида предлагал заменить этот симулякр мессианизма на «мессианское без мессианизма», в большей степени направленное на будущее.
В XXI веке главным последователем Беньямина является ведущий континентальный философ Джорджо Агамбен, который отстаивает наследие Беньямина у других подходов — от шолемовской трактовки до деконструкции Деррида. Для Агамбена беньяминовская модель мессианского (включая теологию из I тезиса) является не религиозной, а в сущности политической моделью, сохраняющей актуальность парадигмой политического или исторического времени. Такой подход позволяет Агамбену сблизить Jetztzeit, диалектический образ и слабую мессианскую силу с мессианизмом апостола Павла (Агамбен доходит до утверждения, что Послания Павла стали понятны только в XX веке, после Беньямина). В радикализации Jetztzeit и избавления Агамбен акцентуирует освобождение от прошлого и от истории и настаивает на превращении истории в миф. Наконец, его политическая философия развивает принятую в «Тезисах» трактовку шмиттовского понятия чрезвычайного положения.

## Издания
- Über den Begriff der Geschichte // Walter Benjamin zum Gedächtnis. Zeitschrift für Sozialforschung  / M. Horkheimer, T. Wiesengrund-Adorno (Hrsg.). — Los Angeles: Institut für Sozialforschung, 1942. — № Sonderausgabe. — P. 1—16.
- Sur le concept d'histoire // Les Temps modernes  / P. Missac (trad.). — Paris, 1947. — № 25, Octobre. — P. 623—634.
- Über den Begriff der Geschichte // Neue Rundschau. — Frankfurt a.M.: S. Fischer Verlag, 1950. — Vol. 61, № 4. — P. 560—570.
- Geschichtsphilosophische Thesen // Walter Benjamin: Schriften. Bd. 2.  / T. W. Adorno, G. Adorno (Hrsg.). — Frankfurt a.M.: Suhrkamp Verlag, 1955. — P. 494—506.
- Tesis de filosofía de la historia // Walter Benjamin. Ensayos escogidos.  / H. A. Murena (trad.). — Buenos Aires: Sur, 1967.
- Theses on the philosophy of history // Walter Benjamin. Illuminations.  / H. Arendt (ed., pref.) H. Zohn (trad.). — New York: Harcourt, Brace & World, 1968. — P. 253—264. (Репринтное издание: Shocken, 1969)
- Thèses sur la philosophie de l’histoire // Walter Benjamin. Œuvres, II. Poésie et Révolution  / F.Podkus(ed.), M. de Gandillac (trad., préf.). — Paris: Denoël, 1971. — P. 195—215.
- Tesis de filosofía de la historia // Walter Benjamin. Discursos interrumpidos I.  / J. Aguirre (trad., ed.). — Madrid: Taurus, 1973.
- Über den Begriff der Geschichte // Walter Benjamin: Gesammelte Schriften. Bd. 1/2, 1/3.  / R. Tiedemann, H. Schweppenhäuser (Hrsg.). — Frankfurt a.M.: Suhrkamp Verlag, 1974. — P. 691—704, 1223—1259. (Репринтное издание: 1991)
- Tesì di filosofìa della storia // Walter Benjamin. Angelus Novus  / R. Salmi(trad.). — Torino: Einaudi, 1976. — P. 72—83.
- Theses on the Philosophy of History // Critical Theory Since 1965  / H. Zohn (trad.) H. Adams, L. Searle (eds.). — Tallahassee: Florida University Press, 1986. — P. 680—685.
- О понятии истории // Художественный журнал  / Пер. Д. Молока. — М., 1995. — № 7. — С. 6—9.
- Sul concetto di storia / G.Bonola, M. Ranchetti (trad., eds.). — Torino: Einaudi, 1997. — 368 p.
- О понимании истории // Беньямин В. Озарения  / Пер. Н.М. Берновской. — М.: Мартис, 2000. — С. 228—236.
- О понятии истории // Новое литературное обозрение  / Пер. и комм. С. Ромашко. — М., 2000. — № 46. — С. 81—90.
- Историко-философские тезисы // Левая Россия  / Пер. В. Биленкина. — М., 2001. — № 7 (20).
- On the Concept of History. Paralipomena to «On the Concept of History» // Walter Benjamin: Selected Writings, Volume 4: 1938—1940  / H. Eiland, M. W. Jennings (eds.) H. Zohn (trad.). — Cambridge, MA; L.: Belknap Press, 2003. — P. 389—411. (Репринтное издание: Harvard University Press, 2006)
- Über den Begriff der Geschichte / G. Raulet (Hrsg.). — Walter Benjamin. Werke und Nachlass. Kritische Gesamtausgabe, Bd. 19. — Berlin: Suhrkamp Verlag, 2010. — 380 p.
- О понятии истории // Беньямин В. Учение о подобии. Медиаэстетические произведения  / Пер. и комм. С. Ромашко. — М.: РГГУ, 2012. — С. 237—253.
- Sur le concept d'histoire / P. Boucheron (préf.) O. Mannoni (trad.). — Paris: Payot, 2013. — 208 p.

## Комментарии
1. ↑  Комментаторы часто называют работу сокращённо — «Тезисы».
2. ↑  Теория модерна Беньямина, альтернативная веберовскому подходу, получила известность в конце XX века.
3. ↑  В настоящее время считается, по выражению Грэма Гиллоха, одним из наиболее «интригующих и блестящих» примеров современного исследования культуры.
4. ↑  Биографы Беньямина часто утверждают, что это была окончательная  версия «Пассажей», однако большинство комментаторов говорят о последней редакции «Тезисов». Бумаги из портфеля не сохранились.
5. ↑  Ученик Адорно, автор множества работ о Беньямине.
6. ↑  Здесь и далее цитаты из «Тезисов» приводятся по переводу С. Ромашко (2012).
7. ↑  Schuld — вина и долг в экономическом смысле. Во взаимосвязи понятий долга и вины усматривается влияние «К генеалогии морали» Ницше. Герберт Маркузе подчёркивал, что у Беньямина эти понятия, как и понятие судьбы, являются социальными категориями.
8. ↑  А также против позиции Карла Шмитта, считавшего секуляризацию тупиком[119].
9. ↑  Тезис о современной природе фашизма, выдвинутый Беньямином, получил распространение после работ Ханны Арендт и Джорджо Агамбена, а также Эммануэля Левинаса и Зигмунта Баумана[153].
10. ↑  Отмечаются полемические причины обращения к Фурье – Беньямин описывает именно его утопию, а не собственную[156], хотя интерес Беньямина к Фурье возрастал в 1930-е годы[157].
11. ↑  В заметках Беньямин осаждал три «бастиона» историзма: «идею всеобщей истории»; «эпический момент»; «эмпатию к победителю»[176].
12. ↑  Беньямин открыл для себя фигуру Бланки довольно поздно, в 1937 году. В «Пассажах» инфернально-мифологическая картина буржуазного общества Бланки, как и вечное возвращение Ницше, показывала катастрофичность современного мифа о прогрессе и раскрывала тайную связь между модерном и традицией[232][233].
13. ↑  На иврите «ангел» означает «посланник» (mal`akh)
14. ↑  В настоящее время хранится в Израильском музее в Иерусалиме.
15. ↑  Беньямин знал о доктрине из текстов Шолема.
16. ↑  Знаменитая талмудическая легенда гласит, что Мессия родился в самый печальный день еврейской истории, начало катастрофы, когда был разрушен Иерусалимский Храм.
17. ↑  Тидеманн критикует это утверждение, поскольку историка нет в тезисе.
18. ↑  Отсылка к известной фразе Фридриха Шлегеля — «вспять обращенный пророк».
19. ↑  Альтернативным объяснением «цепочки событий» может быть отсылка к Фрейду[323].
20. ↑  Метафора «буря над настоящим» встречается у Гегеля[138].
21. ↑  Триада восходит к гегелевской теории эстетики.
22. ↑  На Беньямина также повлияли Клагес и Карл Густав Юнг.
23. ↑  Термин, вероятно, заимствован у Малларме.
24. ↑  По мнению Киа Линдроос, идея внезапного знания отсылает к Шлегелю[412].
25. ↑  Монада и констелляция восходят к «Происхождению немецкой барочной драмы», где Беньямин рассматривал время не как континуум событий, а как «пространственный образ», воображаемое пространство или «место»[418].
26. ↑  Как, например, мечта XIX века о технологии, позволяющей сделать природные богатства неисчерпаемыми для человеческого потребления, превратились в кошмар военной машины.
27. ↑  Неологизм ввел Эрнст Блох. Eingedenken связано с идеей пробуждения, которую Беньямин развивал в «Пассажах» (пробуждение от «коллективного сна капитализма»; проблематика явно имеет мотивы неоплатонизма)[429][430]. Жижек отмечал, что Eingedenken нельзя переводить как «память» или «воспоминание».
28. ↑  В отличие от теологии или марксизма, в которых будущее как цель или идеал всегда отличается от настоящего. По мнению Линдроос, такой подход близок работам Козеллека, изучавшего возникновение утопий: первые утопии были иррациональными и пространственными (а не темпоральными) и лишь позже, в конце XVIII века, были перенесены в философию истории. Согласно Козеллеку, утопия всегда отличается от исторического времени или нашего представления о нем.
29. ↑  Бати предлагал рассматривать термин Eingedenken как «полноту ума», осознанность и внимательность (англ. mindfulness, а не remembrance)[450].
30. ↑  Веркмейстер отмечал, что три тезиса построены вокруг слова «взрыв»[460].
31. ↑  Французский республиканский календарь провозгласил 1792 год началом новой эры.
32. ↑  В «Пассажах» — «коллективный сон капитализма», специфический феномен модерна и капиталистической культуры, основанный на иллюзии новизны. По Китштайнеру, менее удачная версия марксова товарного фетишизма.
33. ↑  Андреас Баадер из РАФ цитировал «Тезисы» в «Письме к заключенным» в 1976 году.
34. ↑  Актуализация и переосмысление Беньямина определялись деконструкцией картезианского дуализма во второй половине XX века — раньше отсутствие оппозиции между рациональным и иррациональным понималось как мистическое или магическое (особенно в поздней критической теории)[520].
35. ↑  Агамбен, посвятивший эссе анализу одной фразы из набросков к «Тезисам», критикуется за чрезмерное сближение Беньямина со Шмиттом и Хайдеггером.
36. ↑  По мнению Агамбена, если у Павла бренный мир ожидает избавления, то для Беньямина природа является мессианской именно в своей неустранимой бренности.